# Fate/EXTRA
『Fate/EXTRA』（フェイト・エクストラ）は、TYPE-MOONのビジュアルノベル『Fate/stay night』を原作とする対戦型ダンジョンRPG。開発は原作担当のTYPE-MOONと、イメージエポック。マーベラスエンターテイメントから発売。
原作『Fate/stay night』の設定を受け継ぎながら、ノベルゲームだった原作とは大きく異なった趣のRPGになっており、“まったく新しい、RPGとしての型月伝奇”と原作および今作のシナリオ担当の奈須きのこに称されている。主人公はオリジナルキャラクターで、最初に性別の選択ができる。
後にコミック版、ドラマCD版もリリースされたほか、また、2013年3月28日には、続編にあたる『Fate/EXTRA CCC』が発売された。さらには『Fate/EXTRA Last Encore』という題名でテレビアニメ化がなされた。2016年11月10日には、本作のシリーズ関連作『Fate/EXTELLA』が発売されている。
2020年7月22日には本作のリメイク作品となる『Fate/EXTRA Record』の制作を発表。メインスタッフは続投となり、開発スタジオは当時のプロデューサーであった新納一哉が立ち上げたスタジオ・TYPE-MOON studio BBが担当する。パブリッシングはバンダイナムコエンターテインメントが担当。発売時期は2026年春を予定。

## スタッフ
Fate/EXTRA
- シナリオ - 奈須きのこ
- キャラクター監修 - 武内崇
- キャラクターデザイン - ワダアルコ
- サーヴァント考証 - 三輪清宗
- 宝具デザイン - huke
- 音楽 - 細江慎治
- プロデューサー - 新納一哉
- チーフプロデューサー - 水谷英之
- 開発ディレクション - 門脇宗悦
- サウンドコンポーズ - 細江慎治

Fate/EXTRA Record
- 原作・シナリオ - 奈須きのこ（TYPE-MOON）
- キャラクター原案 - 武内崇（TYPE-MOON）
- 企画・監督 - 新納一哉（TYPE-MOON studio BB）
- キャラクターデザイン - ワダアルコ

## 限定版
通常版と同日に以下のグッズを同梱する限定版『Fate/EXTRA タイプムーンボックス』も発売。外箱は武内崇による描き下ろしビジュアルBOX。
- figma「セイバー エクストラ」
- イラスト集「Fate/EXTRA ビジュアルワークス」
- リミテッドサウンドトラック

## 制作
ゲームクリエイターの新納一哉は、アトラスにて『世界樹の迷宮』のディレクターを務める傍ら、次回作の開発を模索していた。新納は、自分が好きなTYPE-MOONの『月姫』の関連作品を作ることを思い立つも、TYPE-MOONとの連絡方法がわからなかったため、同社の公式サイトのお問い合わせページから連絡を取った。この時点でTYPE-MOONはFateの関連作品を開発していたため、『月姫』の関連作品の開発は叶わなかった。
新納はイメージエポックに移籍した後もTYPE-MOONの作品の世界観のRPGを作ることを考えており、『月姫』よりもFateのほうが新鮮だと考えていたため、同社にFateを題材としたRPGの開発を提案した。前回の接触でFateのクリエイターである奈須きのこが面白い好きであることを知っていた新納は、月で発見された万能の願望機「タイプムーン」を題材としたゲームの企画を出した。奈須は新納の企画に対し、「Fateシリーズの最終作にしてもいいから、好きに作ってほしい」と回答した一方、照れくささから「タイプムーン」の名称を「ムーンセル」に変更した。奈須きのこは、ムーンセルの位置づけを新納が望んでいた「電脳Fate」を実現させるための舞台装置であると2020年のファミ通とのインタビューの中で説明しており、本作以外の世界においてムーンセルの存在意義は特にないと話している
開発に当たっては中学生以上の層をターゲットにする方針が取られた。
当初、奈須は設定作成とキーポイントになる場面のシナリオ作成監修という立場として参加していたが、開発中に提出されたロムの出来が良くないと判断し、シナリオ担当として全シナリオを執筆した。
新納は、奈須とヘルプで参加した石川夏子との対談の中で、本作以前はゲームの進行をテキストでつなぎ、設定とドラマをユーザに伝えられる程度でよく、その中でテキストの良しあしがある程度だと考えていたと明らかにしており、『月姫』をプレイした際もプレイヤーの視点でしか見ていなかったと振り返っている
。このため、奈須のシナリオやその執筆姿勢を見て、シナリオと向き合うという意識が生まれたと話している。
また、プレイヤーの名前は設定されていなかったが、漫画版の連載にあたり、奈須きのこによって「岸波白野」という名前が付けられ、以降のドラマCD版、「CCC」、「EXTELLA」のデフォルトネームとして設定されるようになった。
命名には漫画版の作者であるろび〜なもかかわっており、『Fate/Extra CCC Foxtail』の作者であるたけのこ星人との対談の中で「海をイメージした仮想世界に合わせてはどうかと提案した」と話している。また、ろび〜なは「岸波白野」という名前が「キミノナハ　ハクシ」という言葉のアナグラムにもなっている点や男女ともに使える使える名前である点が良かったとも話している。
主題歌にはALI PROJECT「亂世エロイカ」が起用された。
同バンドを起用するのは新納の提案であり、チーフプロデューサーを務めた水谷英之は、彼女たちの幻惑的で虚実混じったような作風が本作のコンセプトにふさわしいとブログの中で語っている。
発売予定は2010年3月18日であったが延期され、最終的には同年7月22日の発売となった。

## システム
マイルーム
サーヴァントと二人きりで過ごすことができる個室で、聖杯戦争の間だけ、マスターに与えられる。
マスターたちに与えられた携帯端末を教室の扉にかざす事で入ることが出来るため、自ら招かない限り原則他者の個室には入ることが出来ず、入れることも出来ないようになる。シナリオの進行状況や特殊な条件によって様々なイベントが発生する。中にはサーヴァントのスキルを強化したり、アイテムや礼装がもらえるイベントが発生したりする場合がある。
魂の改竄
マスターとサーヴァントの絆（魂のリンク）を強化し、サーヴァントの失われた力の復元を行うこと。
レベルが上がる度に主人公の霊格が上がり、手に入るSP（スキルポイント）を好きな項目に割り振れば、その値に応じてサーヴァントが強化されていく。項目は筋力、耐久、敏捷、魔力、幸運の5つ。振り分けたSPが一定値に達すると、サーヴァントが新たなスキルを覚えることができる。
各ステータスは主に以下のような効果がある。
- 筋力：通常攻撃のダメージを上昇させる。筋力が影響するスキルのダメージを上昇させる。
- 耐久：受けるダメージを減少させる。
- 敏捷：与えるダメージの下限が上昇する。スキルの撃ち合いになった場合の行動速度が速くなる。
- 魔力：魔力が影響するスキルのダメージを上昇させる。敵からの魔力ダメージを減少させる。
- 幸運：ステータス異常攻撃を食らった場合の成功率を減少させる。

猶予期間（モラトリアム）
敵サーヴァントと決戦を行う前には6日間の猶予期間が存在する。この6日間のうちに敵サーヴァントの情報マトリクスを入手したり、アリーナで暗号鍵（後述）の探索や鍛錬を行ったりする。
猶予期間内に月海原学園の中で戦闘を行った場合、サーヴァントの能力を低下させられるなどの重大なペナルティが課せられる。
アリーナ
暗号鍵の探索、鍛錬を行う場所。一度入場すると、その日の学園内での探索は不可能。アリーナ内でしか行動ができなくなり、退出すると一日が終わってしまう。アリーナには敵性プログラム（エネミー）と呼ばれるプログラムがあちこちに点在している。
アリーナ内で敵主従と遭遇する場合があるが、戦闘が発生しても3ターン経過するとセラフからの介入によって戦闘が強制終了させられる。
暗号鍵（トリガーキー）
決戦場に入場するための鍵。暗号鍵は各回戦ごとに第一暗号鍵（プライマリトリガー）、第二暗号鍵（セカンダリトリガー）と2本あり、アリーナのどこかに存在する。1つ目と2つ目の暗号鍵はそれぞれが第一層、第二層で生成される。これらは必ず、猶予期間中に入手しなければならない。決戦日までに入手できなかった場合は戦わずして即脱落となる。
情報マトリクス
それぞれのマスターたちに与えられた携帯端末に搭載された機能の一つ。対戦相手の情報が少しずつ記録されていく機能で、新たな情報を得るたびにマトリクスレベルと呼ばれる情報の開示がLv0 - LvEまでの四段階に分けて行われる。Lv0から3までは猶予期間の間に対戦相手と接触をはかるなどして手に入れることが出来、最後のLvEは決戦当日にそれまで得た三つの情報を整理することで手に入れることが出来る。この情報マトリクスの開示レベルは後述の戦闘システムに関係し、最終的に決戦日の対決において相手の何手を読めるか、相手の宝具の使用を示す台詞を聞けるかどうかがこのレベルによって変化する。
味方サーヴァントにも情報マトリクスは設定されており、イベントによって徐々に開示されていくようになっている。条件を満たしていないとLvEが開示されない場合がある。特に戦闘における影響はない。
礼装
魔術礼装のこと。魔術師が身に付けるもので、魔術を行使するのに補助の役割を果たす。装備する事によって、戦闘中やアリーナ探索中にコードキャスト（後述）を使う事ができる。
令呪
各マスターの体に刻まれた三つの形から成る紋様。自らのサーヴァントに対する3つの絶対命令権であり、「不可能」を「可能」にする使い捨ての強化装置。また、聖杯戦争本戦の参加条件でもあるので全て失うと自動的に敗北となる。本来右手に現れるが、主人公は左手に顕現している。 上記の特性上、実際に使用できるのは2回までである。

### 戦闘
戦闘は基本的に三すくみのコマンドを選択するターン形式で行われる。
通常戦闘のコマンドとしてATTACK、BREAK、GUARDの三つのコマンドが三すくみとなっており、それらを1ターン6セットで選択することで行われる。またこの三手の他にサーヴァントや一部のエネミーはスキルと呼ばれる特殊技能を持っている。スキルは相手の手に関係なく発動し、また両者が同じ手でスキルを選択した場合には敏捷・魔力等スキル発動速度の速い方から順に発動する。アリーナ内のエネミーはそれぞれ特定の攻撃パターンを持ち、同タイプと戦闘を繰り返すことで徐々に相手の手が開示されるようになる（最大6手開示）。敵サーヴァントは決戦までに揃えた情報マトリクスのレベルによって開示される手の数が決まる（最大3手開示）。
また、サーヴァントの行動とは別に、本作では各ターンに一度だけマスターが戦闘に介入できる「コードキャスト」が存在する。これにより、装備中の礼装によって補助攻撃、強化魔法、回復魔法などが使える。また同様の手順でアイテムを使うことも出来る。
本作では、アリーナ内でエネミーに敗北する通常のゲームオーバーのほか、複数のデッドエンド、バッドエンドが存在する。主にイベントによって発生する敵サーヴァントとの対決に敗北したり、重要な選択肢で誤った選択をした場合に起こる。通常のゲームオーバーがただ「GAME OVER」と表示されるだけだが、デッドエンドの場合は少しだけモノローグ等が表示された後画面に「DEAD END」と表示され、ゲームオーバー画面に移行する。
初心者でも遊べるようにするため、本作ではアリーナの全エリアに回復ポイントを用意した「初心者モード」が用意されている。

## ストーリー
西暦2032年、月面に人類のあらゆる叡智を超える物体が発見された。「ムーンセル・オートマトン」と呼ばれるその物体は、あらゆる事象をコントロールすることが可能な力を持つことが後に判明する。意思ある者が持てば世界さえも掌握できる万能の願望機「聖杯」に等しいこの物体を手に入れるため、世界各地の組織・勢力が「ムーンセル・オートマトン」の作り出す霊子虚構世界「SE.RA.PH」にアクセスし、「ムーンセル・オートマトン」が自身に相応しい担い手を選別するために行う「聖杯戦争」へと参戦する。
SE.RA.PHによって作り出された月海原学園に通う学生である主人公は、ふとした事からその世界の違和感に気付く。学園生活の実態はSE.RA.PHによって運営される聖杯戦争の予選であり、制限時間内に元の記憶を取り戻さなければ脱落してしまうルールが定められていた。主人公は予選最終段階で倒れ息絶えようとするが、最後まで諦めなかった意思を見たあるサーヴァントによって救われ契約を果たす事となり、聖杯戦争本戦へと進む事となる。
トーナメント方式で行われる本戦では、初戦では予選で親友という役割を与えられていた少年・間桐慎二と、次いで優勝候補の一角にして優秀な軍人でもあるダン・ブラックモア、そして3回戦では聖杯戦争に参戦しているという自覚さえない無垢な少女・ありすと戦う事となる。一方で主人公は、本来ならば返還されるはずの本来の記憶が戻らず、なぜ自分が戦うのかすらわからなくなる。それでも主人公は生き残る事を目的に定め、敵対するマスターたちを破っていく。
そんな中ふとした事から、何かと世話を焼いてくれる二人のマスター・遠坂凛とラニ=VIIIの戦いを主人公は目の当たりにする。主人公は彼女たちを救いたいと願い、凛とラニはマスター権こそ喪失したものの主人公によって救われる。5回戦で因縁の敵ユリウス・ベルキスク・ハーウェイを苦戦しながらも、凛やラニの協力を得て倒した主人公であったが、6回戦ではその協力者であった少女と戦う事となる。
そして決勝戦では、現在地上の殆どを支配する西欧財閥の次期当主レオナルド・ビスタリオ・ハーウェイとそのサーヴァント・ガウェインと死闘を繰り広げる。主人公はサーヴァントとの間に深い絆を結び、遂にこれを退けて聖杯戦争の勝者となる。しかしムーンセルの中枢で主人公を待ち構えていたのは、かつて主人公と同じく聖杯戦争を勝ち残った男トワイス・H・ピースマンだった。そして主人公の正体が、自我を持ったNPCであった事も明らかになる。トワイスは人類の発展のために聖杯の力を用いて戦争を起こす事が不可欠と説き、主人公にその代行を託すが主人公は拒否し、主人公とトワイスの間で最後の戦いが繰り広げられる。トワイスを下した主人公は聖杯に接続し、ゆっくりと最期の時を迎える。

## 舞台設定
本作の設定は、「Fate」世界における『人類史を肯定するモノ』を下地とする世界だが、本来20XX年代に起こるべき事が1970年代に起こったことで「Fate」世界における多くが共有する世界観の1980年代から派生したパラレルワールドであり、単純に月姫やFateなどの未来というわけではない。また、一部用語は『月姫』やFateなどでの既存の用語とは異なった意味を持つ。基本設定についてはTYPE-MOON#共通した舞台設定も参照のこと。
今作の舞台となる2030年代の世界では「西欧財閥」と呼ばれる巨大組織により、財力・武力を用いて世界規模で徹底的な資源管理が行われているため、技術および人類の進歩は停滞している。そのため表立った技術は2000年代から変わっていない。
また、この世界では1970年代に起こった大崩壊（ポールシフト）が、二次災害的なバイオハザードと自然災害も発生し、さらに資源不足に陥った。それがきっかけに世界各地の大源の魔力（マナ）が枯渇し始め、2030年代には完全に枯渇している。そのためTYPE-MOON作品の多くが共有する世界観における「魔術」や「魔術師」はそのほとんどが廃れ、魔術協会も元から魔力にあまり頼らない研究を続けていた「アトラス院」が残るのみとなっている。
世界情勢も日本は既に行政が完全に失われ事実上亡国となり、国民の殆どは西欧財閥に流れており、中東は西欧財閥と資源を巡った争いは絶えない状態である。
アニメ「Last Encore」は更に約1000年後の西暦3020年の未来が舞台となり、地上の人口は10万人を切るなど人類は滅亡寸前の淵に立たされている。

### 用語
ムーンセル・オートマトン
月に存在する、太陽系最古の物体とされる謎の物体。量子コンピュータが魔術的概念により実現されている自動書記装置。地球をその誕生から観察し続け、地球上のあらゆる生物、あらゆる生態、あらゆる歴史、そして魂さえも記録してきた。その観測と記録の一環として、記録したデータに基づく未来の地球の「仮説」を常に演算している。天文学的な単位で計算し蓄積されている膨大な数の「仮説」から、望む未来の「仮説」に確実に辿り着く方法を示すことが出来るのが、この聖杯の聖杯（願望機）たる所以である。因みに「月姫」世界ではムーンセルは破壊されている。
霊子虚構世界
通称「SE.RA.PH（セラフ）」。霊子で構築された仮想現実世界。霊子に由来するため、単に電子で構築された仮想現実より格段にリアルな世界。この世界での死は魂の消滅および存在そのものの抹消に繋がる。
ムーンセル内に広がる世界でもあり、七階層に分かれている。ムーンセルが観測・記録の一環として回線を開き、人間を招くこともあるが、ムーンセルに仇なすと認識された者や、不正データに対しては対抗プログラムを送ったり、直接消去にかかることもある。
霊子（りょうし）
無機物・有機物問わずあらゆる存在が持つ“存在の雛形”という形而上の概念を、データとしてカタチにしたエネルギー情報体。端的に言えば霊魂。
魔術師（ウィザード）
霊子ハッカーとも呼ばれる。自らの魂を霊子（りょうし）へと変換し、霊子虚構世界を管理するシステムへとアクセス・介入することで世界の理を捩じ曲げる「新しい魔術」を使う者。
今作の舞台となる世界では殆ど廃れてしまった古い魔術は「マギ」、古い魔術師は「メイガス」と呼称される。魔力の枯渇により従来の魔術師「メイガス」は衰退したが魔術回路（名称は回路「サーキット」に改めている）自体は魔力がなくとも使用できる為、魔術に変わる新たな使い道として編み出されたのが、自身の魂を霊子化したネット世界にハッキングである。それ故に手段として存在するウィザードは探究を存在意義としていたメイガスとは本質的に異なる存在と言える。
聖杯（せいはい）
あらゆる願いを叶える万能の願望機とされる物の総称。今回の聖杯は月面で発見されたという太陽系最古の物体「ムーンセル・オートマトン」を指す。本家の聖杯は膨大な魔力を用いて使用者の知り得る手段で願いを叶い、知り得ない方法での願いは叶えられなかったが、こちらはこれ自体が願いは叶えるのではなく、願いを叶える為の手段を提示されるものと違いがある。
聖杯戦争（せいはいせんそう）
聖杯を巡る戦いの総称。ムーンセル（聖杯）を巡る今回の戦いは、かつて魔術師（メイガス）によって行われていたマスターとサーヴァントが聖杯を巡って戦いあうという儀式による聖杯戦争を模した物になっている。
原作Fateでの聖杯戦争と似た形式を取られているが、ルールや仕組みまで全く同じというわけではない。例えば原作では勝ち残れば何でもありの殺し合いだが、この聖杯戦争はトーナメントが行われ、優勝者が聖杯を手に入れることができる。また、原作Fateでの聖杯戦争では一回につき7騎のサーヴァントが呼ばれ、それらのクラスの重複は起きないとされているのに対し、今回のムーンセルにおける聖杯戦争では計128騎のサーヴァントが呼ばれ、クラスの重複も多々起きている。
サーヴァント
ムーンセルに記録された人類の内、過去の「英雄・偉人」の魂、すなわち英霊のデータを霊子虚構世界上に再現・誇張し実体化させたモノ。電子的な存在ではなく、「魂の物質化」で実体化した霊子生命。故に厳密な意味で原作の英霊とは別の存在である。
サーヴァントは役割として自分に該当する「クラス」が存在し、セイバー（剣士）、アーチャー（弓兵）、ランサー（槍兵）、ライダー（騎兵）、キャスター（魔術師）、アサシン（暗殺者）、バーサーカー（狂戦士）が基本だが、マスターや英霊の特性によってはこれ以外のイレギュラーなクラスになることもある。本来の聖杯戦争は西洋でしかれたシステムなため、西洋の英霊（一部例外もある）しか呼び出せないが、今回の聖杯戦争はムーンセルによって行われた物なので、東洋の英霊の召喚が可能となっている。また召喚されるサーヴァントは神話や伝説等の英雄が基本だったが、今回は歴史上の人物（対象は戦士に限定されておらず例として宇宙飛行士のアームストロング船長が召喚した事例もある。）も召喚されている。この点は本来の召喚も呼び出せないと言えないが、触媒などである程度任意で英雄を選べるため、まず召喚しないのだが、この度はムーンセルがマスターとの相性がいい人物を呼び出す傾向があるためである。
マスター
霊子虚構世界にアクセスし聖杯戦争に参加した魔術師のこと。それぞれサーヴァントと、使い捨てのサーヴァント強化装置にして聖杯戦争本戦の参加条件である三画の令呪が与えられる。
基本的にどのマスターも最初は「月海原学園の生徒」としての役割に応じた年齢・外見のアバターを与えられるが、優れた霊子ハッカーならば自分の思った通りの姿にカスタムすることも可能。
月海原学園（つくみはらがくえん）
聖杯を求めて霊子虚構世界にアクセスした魔術師はまずムーンセルに記憶を消され、この学園の住人として過ごすことになる。その中で自我を取り戻した者が予選を突破しマスターとなる。
聖杯戦争中もこの学園で過ごしながら準備期間や戦いを行うことになり、購買やマイルームなどの施設が揃えられている。第五次聖杯戦争の舞台の一つ穂群原学園をモデルにしており、他の施設に言峰教会も取り入れている。なお、この学園や聖杯戦争の舞台も、SE.RA.PHに複数存在する虚構世界の一つに過ぎず、予選においては全く同じ月海原学園が多数構成されている。
NPC
マスターやサーヴァント以外に唯一セラフに存在する意識体で、聖杯戦争の管理・監督を行っている。今回は第五次聖杯戦争時の関係者及び穂群原学園の人物をモデルにNPCを造られ、NPCの中でも黒い制服を着ている「生徒会」役員や、よりはっきり個性を加えられているUPCは「上級AI」であり、システム関連の重要な管理を担っている。NPCはセラフ内で組み上げられた人工知能だが、中には地球上にかつて存在した（あるいは現在も存在している）人間の思考形態をトレースした者もいる。

## 登場人物
身長・体重・スリーサイズといった各種データおよびサーヴァントパラメーターと保有スキルは『Fate/EXTRA material』を出典としている。

### 主人公とそのサーヴァント
岸波 白野（きしなみ はくの）
声 - 阿部敦（男性） / 石川由依（女性）
身長：170cm（男）/ 160cm（女） 体重：63kg（男）/ 45kg（女） / 血液型：プレイヤー決定 / 誕生日：プレイヤー決定
本作の主人公。ゲーム開始時に性別は選択、名前は自由に設定することができる。
本来聖杯戦争の参加者たちは本戦の開始と共に奪われていた記憶が返還されたが、主人公は返還されておらず、原因は不明。主体性が無く、流れに身を任せる様な態度のせいで存在感があまり無く、凛からも最初はNPCの一種と間違えられた。
中盤以降、本体が存在しないことを伝えられたり、ユリウスから死者呼ばわりされるようになって自身のパーソナルに疑問を持ち始める。そして得た結論は、「何かしらの理由で自我に目覚めたNPC」であるというものだった。モデルはとある難病に冒され冷凍睡眠によって保存された人物。記憶が返還されていないのも、元から記憶を持っていないためである。なお、後述のトワイス同様「不正なデータ」ではあるが「元になった人物がまだ生きている」ために、本来NPCが聖杯に接続しても即座に分解されるが、彼らの場合は分解が遅れ、少しの間なら接続できる。これを知った主人公は自分の存在について悩むも、聖杯戦争で出会った数多くのマスターとサーヴァントの関わりの中で抱いた自己に従い、戦い続けることを誓う。
自分よりも他者を優先する傾向があり、聖杯戦争においても対戦相手を気にかけたり、令呪を使ってまで他のマスターを助けたりするほど。一方で、元々自己が無いこともあってか自分自身に対してはかなり希薄である。この性質によるものなのか、契約するサーヴァントは反英雄が多く、それらの相性も良い。
魔術師として最低レベルの能力しか持ち合わせていないが、相手の所作や言動から相手の行動パターンを見抜くなど卓越した観察眼を持つ。
岸浪 ハクノ（きしなみ ハクノ）
声 - 阿部敦
「Last Encore」の主人公。『EXTRA』における男性主人公の姿をしている。
「この月の全てが憎い」という憎悪をもっており、それを原動力として行動している。「デッドフェイス」と呼ばれる強化現象を発現させることがあり、それによって人間離れした能力を使用することができる。
その正体は、ムーンセルにおける過去の敗者たちの怨念が集合した存在。デッドフェイスもその死者たちの怨念から力を引き出しているというもの。

岸波 白野（きしなみ はくの）
声 - 石川由依
「Last Encore」における、セイバーの元マスター。『EXTRA』における女性主人公の姿をしている。
セイバーのマスターとして聖杯戦争に参加し、トワイスの元までたどり着くが、敗退。死後はハクノの一部として取り込まれており、それによってハクノのパーソナリティの一部に白野が反映されている。

セイバー（Saber）
声 - 丹下桜
身長：150cm / 体重：42kg / スリーサイズ：B83/W56/H82 / 血液型：不明 / 誕生日：12月15日 / 属性：混沌・善
パラメータ： 筋力：D / 耐久：D / 敏捷：A / 魔力：B / 幸運：A / 宝具：B
スキル： 対魔力：C / 皇帝特権：EX / 頭痛持ち：B
赤い礼装を纏い、奇妙な形に捻じれた剣を武器に戦うセイバーのサーヴァント。性別は女性で、自他ともに認める尊大で我侭な性格をしているが、気に入った主人公には敬愛する忠誠心を抱き、態度こそ変わらないものの、大事に思っている。一方で、肝心な時に失敗することもある。漫画版・ドラマCD版では白野が召喚するサーヴァントとして登場する。
第五次聖杯戦争のセイバーと外見は似ている（金髪、アホ毛、容姿など）が、全くの別人。スカートの前が半透明になっていて下着（レオタード状のインナースーツ）が丸見えになっている他、胸元や肌がよく見える派手な服装だが何故か男装という設定。シナリオライターの奈須きのこからは「赤セイバー」と呼ばれている。プレイヤーが使役できる3騎のサーヴァントのうちの1騎で、彼女を選んだ場合のゲーム難易度は最も低く、一部のFateシリーズでは「EXTRA」キャラを代表して登場することが多い。
真名は帝政ローマの第5代皇帝にして、生涯を謀略と毒とに彩られた悪名高き暴君、ネロ・クラウディウス。男装をしているのは男として育てられたわけではなく、本人曰く「男も女も好きだから」とのこと。男性女性どちらもいける両刀として認知されている。あらゆる宗教勢力やローマ元老院を弾圧したことから「暴君」と呼ばれてはいるが、生前は市民を愛し、第一と考える為政者であった。しかし、彼女の市民に対する「愛」は彼らの求めた「愛」と違い、彼女は誰からも愛されること無く、最後には喉に短剣を突き刺し自決した。だが、彼女は自分の人生を思う存分楽しんだと、苦悩に塗れた自身の人生を悔やむことは無かった。通常戦闘で彼女が用いる剣は隕鉄の鞴（いんてつのふいご）「原初の火（アエストゥス エストゥス）」と題されたセイバー手製の剣。この名の他に剣そのものには「regnum caelorum et gehennam（レグナム カエロラム エト ジェヘナ）」という銘がある。宝具は生前の彼女がローマに建設した黄金劇場（ドムス・アウレア）を魔力によって形成、再現した、自己の願望を達成させる絶対皇帝圏、「招き蕩う黄金劇場（アエストゥス・ドムス・アウレア）」。固有結界とは似て非なる大魔術である。
アーチャー（Archer）
声 - 諏訪部順一
身長：187cm / 体重：78kg / スリーサイズ：B97/W81/H96 / 血液型：不明 / 誕生日：消失 / 属性：中立・中庸
パラメータ： 筋力：C / 耐久：C / 敏捷：C / 魔力：B / 幸運：D / 宝具：?
スキル： 単独行動：C / 対魔力：D / 心眼（偽）：B / 千里眼：C+ / 魔術：C-
赤い外套を身に纏った、白髪の弓兵。性別は男性。皮肉屋でやる気の見えない態度を取るが、サーヴァントとしての責務はきちんと全うする律儀なところもある。
性格も外見も第五次聖杯戦争のアーチャーと変わらず、弓兵のクラスでありながら投影魔術による剣なども使用する変り種のサーヴァント。プレイヤーが使役できる3騎のサーヴァントのうちの1騎で、彼を選んだ場合のゲーム難易度が通常とされている。各スキルに投影精度の値が割り当てられており、投影精度を上げるために投影準備という行動を当てる必要がある。
その正体はムーンセルに“正義の味方”の概念として使役される名前の無い英霊。生前を正義の味方として生き、ムーンセルと契約したことで死後にこの英霊の元になった人物は確実に存在するが、この英霊は大衆が望む「正義の味方」という概念が人のカタチで起動したものであり、もはや個人ではない。英雄として祀られた時点で名前が人々の記憶、歴史から消えたため、英雄としての真名も「無銘」である。自身を「正義の体現者」と称しながらも、生前の自身の行いは間違いなく悪だと語る。今回の聖杯戦争においての彼の真名は「無銘」だが、彼と同じ英霊がこの聖杯戦争のモデルとなった第五次聖杯戦争にて召喚されており、その際の真名はエミヤ。本来より多くの人々を救うための「犠牲」として「被害者」たちを殺し続けてきたことで、最後には彼の理想に賛同した友人と呼べる男に裏切られ、法の下に裁かれて死んだ。全体を守るために個を殺したことから、自分に英霊として呼ぶべき名は無く、また生前の自分は人間ですらない、とも語った。だがエミヤが抱いていた自分自身を抹殺する葛藤は無銘では解消され、正義の味方としての自分を受け入れている。宝具と呼べるレベルにまで昇華させた固有結界「無限の剣製（アンリミテッドブレードワークス）」を武具・道具としての形を持たない宝具として扱う。
本家の聖杯戦争の記憶もそれなりに在るため、様々な場面でモデルになった人物や第五次聖杯戦争のセイバーを彷彿とさせる言葉を漏らしている。
キャスター（Caster）
声 - 斎藤千和
身長：160cm / 体重：49kg / スリーサイズ：B86/W57/H84 / 血液型：不明 / 誕生日：不明 / 属性：中立・悪
パラメータ： 筋力：E / 耐久：E / 敏捷：B / 魔力：A / 幸運：D / 宝具：B
スキル： 陣地作成：C / 呪術：EX / 変化：A
青い導師服に狐耳・尻尾というエキゾチックな容姿のサーヴァント。性別は女性。底抜けに明るい性格で、主人公に対する愛情が高い一方、敵対者に対しては容赦しない。また、「マスターが男性の方が仕えやすいが、女性でも呪術を使って何とかする」としており、主人公が男女どちらでもあまり態度は変わらない。
シナリオライターの奈須きのこからは「キャス狐」と呼ばれており、ファンの間でもこの呼称が通用している。プレイヤーが使役できる3騎のサーヴァントのうちの1騎で、彼女を選んだ場合のゲーム難易度は最も高いとされ、クラス由来の筋力の低さなどからスキルによる戦法が中心となる。
真名は日本三大化生の一人にして白面金毛九尾の狐が化けた存在と言われる女官、玉藻の前。良妻として愛されたいという願望からサーヴァントというカテゴリに当てはめられているため本来のスペックが全く発揮できず、化生としての霊格や神性が著しく低下し、尻尾が1つとなっているが、悪霊として再現されれば他のサーヴァントを寄せ付けない強さを発揮できる。もともとはアマテラスから分かれた御魂が人間に興味を持ち、記憶を封印して人として鳥羽上皇の世に転生したが、陰陽師に正体を暴かれたのちに紆余曲折のすえ討伐された。誰かの信頼や愛を知らずに死んだ悲しみから自らの認めたマスターである主人公（本人曰く、一目惚れ）には絶対遵守を貫き、生前のトラウマからか技能もあまり使いたがらない。一方で、自身の扱いが酷かったり、自身よりえげつないことをするなどの行為をすると毒舌を吐くなど必ずしも不満がないわけではない。神宝「玉藻鎮石」（アマテラスの神体であり八咫鏡の原型）の能力を不完全ながら一時的に解放した「水天日光天照八野鎮石（すいてんにっこうあまてらすやのしずいし）」を宝具として扱う。
本人曰く、安珍・清姫伝説の清姫、さらに刑部姫とメル友。また舌切り雀、かぐや姫、天宇受賣命らとも交友関係にある模様。一方で彼女を討伐した安倍晴明や「贅沢狐」こと妲己の名前も度々登場するが、彼らのことは毛嫌いしている。
かつてトワイス・ピースマンのサーヴァントとしてムーンセルの聖杯戦争に参加した経験を持つが、その際はすぐに敗退したという。この過去があるため、トワイスは決戦時キャスターに対して「君の健闘もまた、私には誇らしい」という言葉を贈っている。

### マスター
遠坂 凛（とおさか りん）
声 - 植田佳奈
身長：159cm / 体重：48kg / スリーサイズ：B82/W57/H80 / 血液型：O / 誕生日：2月4日
没落した名門・遠坂家の魔術師。『Fate/stay night』の遠坂凛とは別人であり、遠坂時臣が外国で関係を持った女性との間に出来た子供の子孫にあたる。ただし性格はそっくりで、声優も同じである。
優秀な霊子ハッカーであるが、今となっては数少ない五大属性（アベレージワン）を操る稀有な魔術師でもある。もともとは中東を拠点とするフリーのエンジニアだが、ハーウェイの支配を破るためのレジスタンス活動を生業としており、今回の聖杯戦争にかける願いもハーウェイに対抗することである。主人公と当たった方が楽そうだ、という理由から色々な助言をしてくれる。好きなパンは「やきそばパン」。得意料理は原作『Fate/stay night』同様、中華料理。ゲーム中に登場する彼女の姿はあくまでアバターだが、彼女やレオらはカスタムアバターを使用しており、現実とほぼ同じ姿の自分を形成している（違いは髪の色だけであり、現実の彼女は金髪である）。サーヴァントは朱槍を携えたランサー。
遠坂 リン（とおさか リン）
声 - 植田佳奈
「Last Encore」の凛。第六階層のフロアマスターの一人。約1000年前の聖杯戦争では第六階層まで進んでいたが、ラニと共にフロアマスターとなった。リンの本体から生み出された分身（アバター）が各階層に一体づつ派遣されており、ハクノが上の階層に向かうと知り同行する。
ラニ＝VIII（ラニ＝エイト）
声 - 真田アサミ
身長：157cm / 体重：45kg / スリーサイズ：B80/W58/H81 / 血液型：A / 誕生日：1月1日
聖杯戦争に参加するマスターの一人。占星術を得意とし、いつも星を見ている褐色肌の美少女。主人公にはいつも敬語で話す。
アトラス院最後の錬金術師シアリム・エルトナムによって作られた人工生命体（ホムンクルス）であり、彼女の心臓は「第五真説要素（エーテライト）」である。自身の作者でもある錬金術師を「師」として尊敬している。「師」はラニに心を持たせるには至らず、それを与えてくれる人物を探すようラニに言いつけていた。主人公が「師」の言う人物ではないか、という理由から主人公に様々な形で協力をしてくれる。好きなパンは「カレーパン」。得意料理はエジプト料理。サーヴァントは屈強な男性の武人の姿をしたバーサーカー。
「Last Encore」では第六階層のフロアマスターの一人として登場。第二階層に派遣されたアバターの話によると、ハクノと出会うまでの50年間は一人きりだった。
間桐 シンジ（まとう シンジ）
声 - 神谷浩史
身長：171cm / 体重：59kg / 血液型：B / 誕生日：5月5日
アジア圏におけるゲームチャンプであり、優秀な霊子ハッカー。『Fate/stay night』の間桐慎二とは別人だが、凛と同じく性格と声優は同じである。
聖杯戦争自体もゲームのように捉えている節があり「負ければ死ぬ」という聖杯戦争のルールも、ただの脅しだろうと思い込んでいた。また、凛に対して口を滑らせてサーヴァントの情報を漏らすなど間の抜けた部分がある。常に他人を見下した態度と口調で話し、主人公に対してもそれは同じである（ただし、主人公は彼の話を最後まで聞いてくれるので彼/彼女には好印象を抱いている）。アバターは他の面々同様月海原学園の生徒の姿をしていたが、実年齢は八歳。サーヴァントはクラシックな二丁拳銃を持ったライダー。
主人公は、彼との戦いを通して戦いの現実を実感することになる。
滅多な事では言わないが主人公の事を本当の親友と思っており、自分の為に涙を流してくれた主人公を生かす為に一世一代の大博打を打ち、メルトリリスに人間の尊厳を見せつけた。
「Last Encore」ではハクノを刺したことで聖杯戦争の参加者としてエントリーし、最終的に第一階層のフロアマスターとなった。上に上がることを諦めた他のマスター達の拠り所になるように第一階層を享楽の都市に作り替えていた。2月21日に公式サイトの人物紹介に追加されたコラムによると、第一階層で勝利したことで次の階層に上がる権利を得ていたが聖杯戦争が本物の殺し合いと理解し、進むことを放棄している。14日後にチャクラ・ヴァルティンが成立し、ただ一人存命していたことで第一階層のフロアマスターとなった。
レオナルド・ビスタリオ・ハーウェイ（Leonardo B Harwey）
声 - 朴璐美
身長：155cm / 体重：52kg / 血液型：A / 誕生日：12月24日
世界の六割を統べると言われるハーウェイ財団の御曹司。愛称はレオ。
聖杯、そして聖杯戦争を人類に害を成すものとして聖杯戦争に参戦した。ハーウェイが世界を支配し、平和且つ平等な社会を築き上げることを自らの使命、義務として、そしてそれを当然のこととして認識している。温厚で礼儀正しい性格をしている一方、自らのサーヴァントを真名で呼び正体を隠そうともせず、顕現させたまま連れ歩くなど、堂々とした振る舞いを見せる。その有り方は「王の器」としては完成されたものだが、認識のみが完成されているだけで、感情や目的意識といった「人として当たり前の物」がほとんど無く、“自身が王であった”セイバーや“本物の王を知る”キャスターからは否定的な扱いをうける。彼は主人公に負けて初めて、「負けたくない」などといった人間としての当たり前の感情を学ぶ。サーヴァントは純白の鎧を纏ったセイバー。
「Last Encore」では「イルステリアス天動説」に登場する。
ユリウス・ベルキスク・ハーウェイ（Julius B Harwey）
声 - 羽多野渉
身長：162cm / 体重：59kg / 血液型：A / 誕生日：不明
月海原学園に赴任してきた教師で、黒ずくめの服装をしている。非常に目つきが冷徹で、会う人会う人に畏怖される。レオの異母兄にあたる。
聖杯内に保存されている「葛木宗一郎」のキャラクタープロフィールを書き換え、それを元にアバターを作り、葛木センセイとして赴任してくる。ハーウェイの黒蠍とも呼ばれ、レオの影として様々な人物を暗殺してきた。デザインベビーとして産み落とされたものの、ハーウェイの家では「失敗作」と揶揄され冷遇を受けていたが、義母（レオの母親）、アリシアのみ彼に理解を示していた。そのために精神的に義母に依存している面もある。サーヴァントは武芸者の姿をしたアサシン。
歩んできた人生故の執念は、主人公にある種の同情を抱かせることになる。亡霊となった彼との戦いの後、彼とは「友人」となる。
「Last Encore」では第五階層を徘徊する殺人鬼。ハクノと同じ「死相」を持つ。
ダン・ブラックモア（Dan Blackmore）
声 - 麦人
身長：166cm / 体重：73kg / 血液型：B / 誕生日：10月8日
元軍人・狙撃手のマスター。
60歳という老齢だが祖国では女王の懐刀と呼ばれるほど優秀な軍人であり、軍を去った今も女王に信頼を寄せられている。狙撃という汚れ仕事を得意とした過去に似合わず、騎士道精神を重んじる昔気質な性格をしている。教会で祈りを捧げている姿がよく目撃され、教会の前で騒いでいた慎二らを叱る場面もある。ハーウェイ財団とは過去に何度か協力関係にあった。イギリス女王の命を受けて聖杯戦争に参戦。その心中には、軍人としてではなく騎士として戦いぬくという本懐を秘めている。妻の名は「アンヌ」といい、彼が現役であったころに病死している。サーヴァントは緑衣のアーチャー。
自身に非があった時には令呪を使ってでも責任を取ったりするほどの覚悟は主人公に最初の壁となって立ちはだかり、後に主人公は自身の中で彼を「師」と呼んでいる。
ちなみに、彼を除く本作に登場するマスター達は「CCC」にて続投したりその後の動向がわかるが、彼がどうなったかは語られていない。
「Last Encore」では約1000年前の聖杯戦争で対戦した鈴鹿御前とそのマスターに敗れたが、チャクラ・ヴァルティン成立時に第二階層のフロアマスターとして復活した。
ありす
声 - 野中藍
身長：137cm / 体重：30kg / 血液型：不明 / 誕生日：不明
学園やアリーナに度々姿を見せる、ゴスロリ衣装に身を包んだ幼女。
外見がそっくりな、服の色だけをそっくり反転させたような容姿の幼女とともに行動する。それぞれ黒と白のドレスを着ている。白い方がマスターの「ありす」、黒い方が「アリス」。本体は第二次世界大戦期のイギリス人少女であり、戦争の被害によって重傷を負った後、体内の魔術回路を貴重視する一派によって延命させられていた。その後没し、現在はサイバーゴーストと呼ばれる精神体がムーンセルに来ている状態。死者を容認しないムーンセルも、デフォルトの状態が既に死んでいるありすは許容している。予選会場にずっと留まり続けていたが、自らと似た存在である主人公に目をつけ、本戦会場までついて行ってしまい、聖杯戦争に参加する事になってしまう。サーヴァントであるキャスターは、マスターであるありすとうり二つである。
同類である主人公を遊びに誘ったりするなどの孤独を嫌がり誰かと一緒にいたいという願いは、戦いの直後におきた出来事において主人公にある行動を取らせる遠因になる。
「Last Encore」では第三階層のフロアマスターとして登場。約1000年の間に「怪物」に変貌していた。宝具の特性も重なり倒せなかったため殆どのマスターは下の階層に撤退せざるを得なくなった。
ランルーくん
声 - 小林ゆう
身長：185cm / 体重：44kg / 血液型：O / 誕生日：11月16日
ファストフード店のマスコットである道化師（ピエロ）の様な格好をした、長身痩躯の人物で、一見すると男性に見えるが実は女性。「愛した物」しか「食べられない」歪んだ性格の持ち主であり、これまでにペットの小鳥、両親、自身の子供を「食べた」らしい。人格も崩壊しており、狂ったような喋り方をするものの、ガトーよりは会話は成立する。たくさんの「ごちそう」を食べるために、世界中の皆が自分の事を好きになってほしいという願いの元、聖杯戦争に参加した。サーヴァントは血染めの黒い鎧を身に纏ったランサー。
臥藤 門司（がとう もんじ）
声 - 伊藤健太郎
身長：190cm / 体重：83kg / 血液型：A / 誕生日：3月31日
様々な宗教をミックスしたオリジナルの宗教論を唱える筋骨隆々の偉丈夫。通称ガトー。
自らのサーヴァントを神と崇め、その信仰を広げることを目的に聖杯戦争を戦う。テンションが高く、またサーヴァントを崇拝するあまり言動は意味不明になりがち。元は各地を放浪して様々な宗教を学んだ人物だったが、それぞれの宗教に欠陥を見出し、失望していた宗教家である。数年前にヒマラヤ山頂で後に契約する事となるサーヴァント「原始の女」と出会い、彼女を真の神として布教するために聖杯戦争に参加した。サーヴァントは至って普通の女性の姿をしたバーサーカー。
性格こそ突飛ではあるものの、人々を救いたいという信念は本物であり、主人公はそれを認めるとともに自身が戦う目的を完全なものとする。
また彼はムーンセルから優秀な人材として何年も前から招かれている。
トワイス・H・ピースマン（Twice H Pieceman）
声 - 東地宏樹
身長：175cm / 体重：58kg / 血液型：A / 誕生日：4月30日
聖杯の中枢に到る部屋（厳密に言えば空間）に居る謎の人物。学園内に出没した「白衣を着た幽霊」は彼である。
その正体は「過去に存在したトワイス・ピースマンという人間の情報を元に作られたNPC」が自我を持ち、マスターとなったイレギュラーな存在。元々は聖杯戦争という名など無く、単にムーンセルが情報収集活動の一環として最良のサンプルを求めて人間を招き、最後の一人になるまで殺しあわせて性能を競う生存競争トライアルに過ぎなかったセラフ内での戦いを、何度敗北しても再構成されるNPCの立場を利用し、最弱の身でありながらも戦い抜き、数十の戦いの果てにムーンセル中枢の手前まで辿り着く。しかし彼はムーンセルにとって「不正なデータ」に過ぎ無いためムーンセルの中枢に接続する事は叶わず、中枢以外からの操作では彼が望む規模の紛争は起こせなかったため、やむなくセラフ内の戦いの表層のルールを操作することで、成長を促す試練と戦いの果てに一人の勝者が聖杯に接続できる「聖杯戦争」を作り上げ、自身と同じ思想を持つ勝者が現れるのを待ち続けていた。サーヴァントはセイヴァー。
NPCのもとになった人物は、戦災孤児としてピースマン家に引き取られ、20世紀末に科学者として有名になった後、とある地方での救助活動中にテロに巻き込まれ、29歳で死亡した。その一方、彼は自分でも理解できない執着と憎しみから自ら戦線に赴いており、死に際に何故自分がこれほど戦争に執着し憎んできたかの答えとして、自身が地域紛争によって家族を失い自身も死に掛けた戦争孤児であり戦争の被害者であったこと、そしてその地獄の中で生きようともがく命の強靭さを垣間見たことで「戦争」とそれが生む成果を否定しきれなかった自分に気付く。
死亡前の彼の思いは全てムーンセルに記録されており、NPCとして再現された彼が自我に目覚めた際、以前の彼が導き出した記憶も共に思い出し、トワイス・ピースマンとして行動するようになる。
ムーンセルに記録された人類史を見聞する中で、現在の停滞する世界を間違っていると結論付け、その状況を打破する損失と成果を生むために、生前気付いた思いに則った「正しく行動すれば誰もが生き残れる平等な全人類規模の戦争」を起こすためにムーンセルの力を求めるようになる。
親友（仮称）
聖杯戦争の参加者の一人。基本的に主人公の所属するクラスである2-Aの教室にいる。予選では主人公の友人としての役割が与えられており、二回戦以降も主人公に友好的に接してくれる数少ないマスターであったが、三回戦にて敗北。
ゲーム本編ではモブキャラクターに過ぎないが、ビジュアルファンブック収録の小説「Seven's feel」では主役を務め、レジスタントとしてレオを殺すために聖杯戦争に参加した彼の背景や、過酷な殺し合いに身を投じていたため友人も学生生活も知らなかった彼視点での聖杯戦争が語られる。本編の主人公は女性版で契約するサーヴァントは赤いセイバー。彼本人は赤い外套のアーチャーと契約している。三回戦にてレオに敗れるが、皮肉屋だが人格者のアーチャーへの感謝と、短いながらも主人公と友人として過ごせた幸せな日々を思いながら消滅した。
ちなみに「CCC」では、彼との会話で表示される選択肢が発生するNPCが登場しているが彼本人かは不明。

### サーヴァント
ライダー（Rider）
声 - 高乃麗
身長：162cm / 体重：55kg / 血液型：不明 / 誕生日：不明 / 属性：混沌・悪
パラメータ： 筋力：D / 耐久：C / 敏捷：B / 魔力：E / 幸運：EX / 宝具：A+
スキル： 対魔力：D / 嵐の航海者：A+ / 星の開拓者：EX
顔に走った傷跡が特徴的で、通常のクラシックな二丁拳銃のほか戦艦の砲撃という非常に大掛かりな戦闘スタイルを持つサーヴァント。性別は女性。性格はその戦闘スタイル同様豪快そのもの。
漫画版ではガウェインと一戦を交えてしまった事で手傷を負い、白野のセイバーに隙を付け入られて敗北する。
真名はフランシス・ドレイク。史実では男性。航海時代の英雄であり、太陽の沈まぬ国と言われたスペインの無敵艦隊を破ったことで、悪魔（エル・ドラゴ）の異名を持つ。初めて生きて世界一周を成し遂げた大海賊でもあった彼女は、とにかく徹底した享楽主義であり、派手好き。使い切るために略奪し、使い切ってはまた略奪を繰り返した。花火のように消え去る財を好むので、永遠に使い切れぬ財を象徴する英雄王とは相容れない。宝具は「黄金鹿と嵐の夜（ゴールデンワイルドハント）」。スペインの無敵艦隊を破った「火船」の逸話と、ヨーロッパ全域で伝承される「嵐の夜（ワイルドハント）」の逸話がミックスされた宝具で、かつて彼女が率いた「黄金の鹿号（ゴールデンハインド）」を中心に、無数の小船を展開して圧倒的火力で敵を殲滅する。マスターは間桐シンジ。
アーチャー（Archer）
声 - 鳥海浩輔
身長：175cm / 体重：65kg / 血液型：不明 / 誕生日：不明 / 属性：中立・善
パラメータ： 筋力：C / 耐久：C / 敏捷：B / 魔力：B / 幸運：B / 宝具：D
スキル： 対魔力：D / 単独行動：A / 破壊工作：A
緑色の服と緑色の外套を羽織った青年の姿をしたサーヴァント。右手に装備したボウガン型の弓矢を使用する。不意打ちや毒を盛るなどといった、事前の破壊工作を得意とする。
漫画版では、セイバーとの一騎討ちの際に二振りの短剣を用いるなど、赤い外套のアーチャーを思わせる描写が存在する。
真名はロビンフッド。ただし、このロビンフッドという真名は彼の英雄としての名であり本名ではない。様々な伝承に複数登場するロビンフッドのうちの一人である彼は、もとは無名の青年であり、一生涯その素顔を隠して戦った森の人である。生前は1人で軍隊を相手にする必要があったため、徹底的な奇襲、奇策で戦い抜いた。そのため、それらを封じられれば、「自分にはハンサムな顔しか残らない」と話している。そして、それが効くのは町娘だけだとも話している。宝具は彼が拠点とした森でイチイの木から作成した弓、「祈りの弓（イー・バウ）」。標的が持つ不浄を瞬間的に増幅させる力を持つ。またそれ以外にも毒矢を用いたり、アリーナ全域を覆う毒の結界や、身を隠すマント「顔のない王（ノーフェイス・メイキング）」などを使う。マスターはダン・ブラックモア。
キャスター（Caster）
声 - 野中藍
身長：不定 / 体重：不定 / 血液型：不定 / 属性：不定
パラメータ： 筋力：D - E / 耐久：D - E / 敏捷：D - E / 魔力：D - E / 幸運：D - E / 宝具：EX
スキル： 変化：A+ / 自己改造：A / 陣地作成：A
黒い服を着た幼女で、マスターであるありすと似た姿をしている。ただし、ありすよりもいくらか口が悪く、主人公を殺させようと仕向けるなど残酷な一面を持つ。ありすには「アリス」と呼ばれたり「わたし」と呼ばれたりもしている。ありすが主人公に対して口を滑らせて情報を漏らしそうになるとそれを止める場面もある。
真名はナーサリー・ライム。実在の英雄ではなく、実在する絵本の総称であり、多くの子供たちの夢を受けたことで、そのジャンルが「子供たちの英雄」の概念として成立し英霊化したもの。サーヴァントそのものが固有結界であり、マスターの姿と酷似しているのは、彼女の夢見た形を映し出して作り上げられた擬似サーヴァントであることに由来する。自分自身でもある宝具「誰かの為の物語（ナーサリー・ライム）」の派生能力として様々な魔術スキルを使ったり、怪物・ジャバウォックを「お友達」として召喚したり、キャスタークラスの固有スキル「陣地作成」と併せて自我とともに存在が薄れていく強力な固有結界「名無しの森」を扱う。宝具は「永久機関・少女帝国（クイーンズ・グラスゲーム）」。マスターの夢が具現化した対己・対界宝具であり、敵のダメージはそのままに自分と周囲を戦闘開始直後にまで巻き戻す。マスターはありす。
ジャバウォック
声 - 景浦大輔
黒いキャスターがアリーナ内に呼び出した怪物で、通常戦闘ではほぼ勝利することができないほどの強さを持つ。他のエネミー同様明確な思考や理性などは存在せず、当初はありすとアリスという双子のマスターに、バーサーカーであるジャバウォックがサーヴァントであると想起させる。原典である「ジャバウォックの詩」にあるように、概念武装である「ヴォーパルの剣」に極端に弱い。
「Last Encore」ではデザインが大きく異なる。
ランサー（Lancer）
声 - 江川央生
身長：191cm / 体重：90kg / 血液型：不明 / 誕生日：11月11日 / 属性：秩序・善
パラメータ： 筋力：B / 耐久：A / 敏捷：E / 魔力：A / 幸運：D / 宝具：C
スキル： 信仰の加護：A+++ / 戦闘続行：A / 無辜の怪物：A
血染めの黒い鎧を身に纏ったサーヴァント。性別は男性。神を絶対と崇める信仰者だが、あまりの信心深さから人格に異変をきたしている。自身のマスターを「妻」と呼んでいる。
漫画版では予選突破後に会場に舞い戻り、マスターやNPCを虐殺する暴挙を行った。本選でもそのスタンスは変わらず対戦相手を予定日前に殺害し続けた為、言峰から討伐命令が出された。アリーナ外でガウェインやセイバー等の複数のサーヴァント相手に獅子奮迅の戦いを見せたが、最終的に白野のセイバーによって倒される。
真名はヴラド三世。吸血鬼としてブラム・ストーカーの小説に登場するドラキュラ伯爵のモデルにもなった、ルーマニア史に名高い英雄。キリスト教世界の盾と言われた高潔な武人であるが、生前に自国を守るために厳罰主義を徹底し、10万人の人間を串刺し刑にした事から「串刺し公」とも呼ばれている。このような経歴が後年ブラム・ストーカーの創作により過剰なまでに脚色・演出されたことから、畏怖すべき怪物の筆頭として扱われることになり、創作が現実を捻じ曲げた最も分かりやすい例の一つとして挙げられる。彼自身は信仰に裏切られ、理解者に恵まれなかったことが自分が怪物と呼ばれる理由だと言う。宝具である「串刺城塞（カズィクル・ベイ）」は、相手に串刺し刑を再現した魔槍を放ち、相手が持つ不義や堕落の罪に応じて威力を増す。マスターはランルーくん。
『Fate/Apocrypha』に登場する黒のランサーは、彼の別の側面である。
バーサーカー（Berserker）
声 - 柚木涼香
身長：167cm / 体重：53kg / 血液型：不明 / 誕生日：12月24日 / 属性：秩序・中庸
パラメータ： 筋力：A+ / 耐久：B / 敏捷：A / 魔力：C / 幸運：D / 宝具：E
スキル： バーサーカー化：A → C / 魔眼：A → C / 原初の一：EX → ×
至って普通の女性の姿をしたサーヴァント。バーサーカー化しているが、アリーナではいくらか言葉を発したこともある。
ちなみに漫画版とドラマCD版には登場していない。
真名はアルクェイド。真祖に区分される吸血鬼であり、地球に宿る精霊の一種。人間とは相容れない自然霊であるにも関わらずマスターに「神」として間違えられた解釈を押し付けられた事でスキルが劣化しており、バーサーカー化や魔眼は効果が充分に現れておらず、星のバックアップを受けるスキル原初の一は全く機能していない。宝具は「血の姉妹（プルート・ディ・シェヴェスタァ）」。血の姉妹による盟約とされ、正確には宝具というよりは特性で、周囲を地球環境化（テラフォーミング）する。この宝具を発動させることでムーンセルによって月の重力に合わせて再現されたマスターやサーヴァントたちは彼女の周囲では通常の六倍もの重力を受けることになる。『MELTY BLOOD』でも同名の技が登場しているが内容は異なる。本来のクラスはバーサーカーではなく、過去の聖杯戦争におけるアヴェンジャーや後述のセイヴァーと同様の例外的なクラスであるファニーヴァンプ。本当のマスターは学生服の少年だと認識している。多くのサーヴァントと存在そのものが異なる「異質」であり、そもそもサーヴァントではなくマスターが地球から連れられてきた存在で本来はサーヴァントが太刀打ち出来る存在ではない。またマスターが倒れても消えることはない。マスターは臥藤門司。
「CCC」では登場はなくガトーから「ショウジキナイワー」と去っていったと語られてる。
アサシン（Assassin）
声 - 安井邦彦
身長：166cm / 体重：60kg / 血液型：不明 / 誕生日：不明 / 属性：中立・悪
パラメータ： 筋力：B / 耐久：C / 敏捷：A / 魔力：E / 幸運：E / 宝具：なし
スキル： 気配遮断：－ / 中国武術：A+++ / 圏境：A
武芸者の姿をした男性のサーヴァントで、体術のみでの透明化と気配遮断を有する。基本的に義を通すが悪もまた良しとする性格。
漫画版ではユリウスと共にサーヴァントの選定を行う領域で待ち伏せし、そこに現れたマスターの排除を行っていた。セイバーとの戦いでは彼女の剣を評価したが、セラフの介入によって水を差される形での幕切れとなり、不満を残しながらも撤退した。五回戦での決戦では凛とラニのトラップによって頸脈を乱され、そのうえでセイバーの宝具によるステータス降下を受けたが、それでも五分五分という規格外の戦闘力を見せた。
真名は李書文、字は同臣。八極拳の一派、李氏八極拳の創始者。本来ならランサーのクラスだが、マスターとの相性から若く猛々しい時の書文として再現されアサシンとして現れた。気を使って天地と合一し、姿を自然に透けこませるスキル「圏境」により、気配はおろかその姿や匂いさえも消失させる瞑想の極意の使い手であり、魔術理論に生きる者たちにとって“絶対に感知できない”。第五次聖杯戦争のアサシン同様、魔術を使わず人の業のみで成し得た魔技である。宝具は「无二打（にのうちいらず）」。気で自らのテリトリーを作り対象の「気を呑む」ことで、勁力だけでなく相手の迷走神経反射を誘発させショック死させる。「二の打ち要らず」という彼の称号がカタチになったもので、明確には武術の神髄であり宝具ではない。後に別のマスターの令呪を用いられたため一時的にアサシンとバーサーカーという二つのクラスを重ね持つ事になり、対門宝具「猛虎硬爬山（もうここうはざん）」を使用するようになる。マスターはユリウス・B・ハーウェイ。
「Last Encore」でもバーサーカーのサーヴァントとして登場。
ランサークラスにも適性を持ち、さらに「肉体の全盛期」である青年時（本作の姿）と「武術の全盛期」である老年時のどちらかの姿で召喚される。『帝都聖杯奇譚』シリーズには老年の姿のランサーとして、『Fate/Grand Order』には青年の姿のランサーと老年の姿のアサシンとして、『Fate/Samurai Remnant』には老年の姿のアサシンとして登場する。
バーサーカー（Berserker
声 - 安井邦彦
身長：225cm / 体重：153kg / 血液型：不明 / 誕生日：不明 / 属性：混沌・悪
パラメータ： 筋力：A+ / 耐久：A+ / 敏捷：B+ / 魔力：C+ / 幸運：C+ / 宝具：A
スキル： 狂化：A / 勇猛：B / 反骨の相：B
屈強な武人の姿をしたサーヴァント。バーサーカー化していると同時に、マスターと意識を同一させているため、より機械的なサーヴァントになっている。しかし、身を挺してマスターを守ったり、死に際に武人らしい笑みを浮かべたりと、感情が全く無いわけではない。
真名は呂布奉先。中国の三国志時代に名高い武将であり、バーサーカー、ランサー、ライダー、アサシン、アーチャーと五つのクラスに該当する資質がある。三国志において最強の一角に数えられるその力が、バーサーカー化したことによってさらに引き上げられている。宝具は「軍神五兵（ゴッド・フォース）」。彼の軍師・陳宮が考案し、後に彼の主武器として知られる人工宝具方天画戟を解放する。五つの形態を持つ万能武器であるが、今の彼はバーサーカー化しているため、矛と砲（弓矢）の形態しか使えない。マスターはラニ=VIII。
ランサー（Lancer）
声 - 神奈延年
身長：185cm / 体重：75kg / 血液型：不明 / 誕生日：不明 / 属性：秩序・中庸
パラメータ： 筋力：B / 耐久：A / 敏捷：A / 魔力：C / 幸運：E（ゲームではD）/ 宝具：B
スキル： 対魔力：C / 戦闘続行：A → C / 神性：B
青い髪に赤い槍を携えたサーヴァント。性別は男性。男気溢れる兄貴分のような性格で、時にはマスターをからかったりもする。主人公のアーチャーとは何らかの因縁がある様子。
真名はクー・フーリン。ケルト神話における半神半人の大英雄であり第五次聖杯戦争のランサーと同一人物。幼少の頃に商人の猛犬を殺した実力からクランの猛犬の異名を持つ。殆どの味方が、各々の誓約によって戦闘不能に追いやられる中、一人で大軍を相手に戦い、死に際してまで倒れることを良しとしなかった強靭な意志の持ち主であるとされる。宝具は「刺し穿つ死刺の槍（ゲイ・ボルク）」。因果を逆転させ「心臓に突き刺さっている」という結果を作ってから敵を穿つ呪いの朱槍。マスターは遠坂凛。
セイバー（Saber）
声 - 水島大宙
身長：180cm / 体重：78kg / 血液型：不明 / 誕生日：不明 / 属性：秩序・善
パラメータ： 筋力：B+ / 耐久：B+ / 敏捷：B / 魔力：A / 幸運：A / 宝具：A+
スキル： 対魔力：B / 騎乗：B / 聖者の数字：EX
純白の鎧に身を包んだ騎士のサーヴァント。男性。マスターの意向により真名を晒している。
真名はガウェイン。アーサー王伝説に登場する円卓の騎士の一人。アーサー王の甥にあたり、忠義の騎士としても名高い英雄だが、性格はレオと同様必要な切捨てを厭わないある種の冷酷さを持っている。また、プレイヤーサーヴァントがマスターとの繋がりを「絆」と称しているのに対して、彼はマスターと自身の関係を「王への忠義」であると語る。この似て非なる思いから互いの言葉を理解しつつもプレイヤー陣営とは徹底して相容れない。ベディヴィエールがアルトリア（アーサー王）にも人の幸せが得られることを願っていたのに対し彼は王であり続けることを求めていた。生前のランスロットに対する激情が、アーサー王の死を招いた事を悔いており、英霊となってからは全てを王に捧げる、より完成された騎士と化した。
スキル「聖者の数字」の力によって日の出ている時間帯は力が三倍になり、いかなる攻撃でも傷つくことは無くアリーナによっては無敵状態になる。この状態のガウェインはランスロットやアルトリアさえも凌ぐ。しかし、「古傷を刺されて戦死した」という伝承から一度破られた能力は失われてしまうという弱点も存在する。宝具は「転輪する勝利の剣（エクスカリバー・ガラティーン）」。アーサー王の持つエクスカリバーの姉妹剣である、もう一振りの星の聖剣ガラティーンを開放し、日輪の熱線を顕す。マスターはレオナルド・B・ハーウェイ。
セイヴァー（Saver）
声 - 田中秀幸
身長：不明 / 体重：不明 / 血液型：不明 / 誕生日：不明 / 属性：秩序・中庸
パラメータ： 筋力：A / 耐久：A / 敏捷：C / 魔力：B / 幸運：B / 宝具：A++
スキル： カリスマ：A+ / 対英雄：B / 菩提樹の悟り：EX / カラリパヤット：EX
神仏の様な神々しい姿をしたサーヴァント。性別は男性。聖杯に記録された情報の中から選び抜かれた、救世者（セイヴァー）の英霊。聖杯戦争における七つのクラスに該当されないイレギュラークラス。
真名は覚者（ブッダ）。背後の曼荼羅のような小宝具「天輪聖王（チャクラ・ヴァルティン）」にすべてに灯りがともると発動する宝具「一に還る転生（アミタ・アミターバ）」を受けると強制的に敗北となってしまう。マスターはトワイス・H・ピースマン。
「Last Encore」では約1000年前の聖杯戦争で岸波白野およびセイバーと交戦し、勝利したことが示唆されている。本作のSE.RA.PHは「天輪聖王（チャクラ・ヴァルティン）」によって聖杯戦争のルールが変えられた。
アタランテ
本選に進んだマスターと契約するサーヴァントの一人。原作では名前が語られるのみで、漫画版に登場する。
クラス名は不明だが、弓を武装としている。第3回戦と第4回戦の間に行われたランサー討伐クエストに参戦した。デザインは『Fate/Apocrypha』のものが使用されている。

### NPC・AI
言峰 綺礼（ことみね きれい）
声 - 中田譲治
聖杯戦争を監督するNPCたちのトップに立つ存在であり、この聖杯戦争プログラムの進行を取り仕切る上級AI。
彼自身は、かつて聖杯戦争に関わった男の容姿と性格を写したものに過ぎないが、聖杯戦争や聖杯そのもの、霊子虚構世界、月面などについて様々な知識を持ち、時にはそれらを披露してくれる。かなりの辛党らしい。神父というからには教会関係者のはずだが、なぜか学園にばかり出没する。特別ルールと称した自身の追加ルールについて「好評だったら次を考えよう」という言葉を残すなど、時にユーモアのある一面を覗かせる（実際は生き抜くことに必死なマスターたちから追加ルールは非常に評判が悪かったが）。
藤村 大河（ふじむら たいが）
声 - 伊藤美紀
主人公のクラスの担任教師を務める上級AI。
容姿も性格も『Fate/stay night』に登場する藤村大河そのままだが別人で聖杯戦争のことも認知している。NPCなのだが本戦の最中にもいろいろな「お使い」を主人公にさせようとする。遅刻癖があり、よく転ぶ。
間桐 桜（まとう さくら）
声 - 下屋則子（ドラマDVD「Fate/EXTRA劇場」以降）
身長：156cm / 体重：46kg / スリーサイズ：B85/W56/H87 / 血液型：O型 / 誕生日：3月2日
保健室に待機する、マスターたちの健康管理を務める上級AI。
予選では慎二の妹という役割を与えられていたが、本戦で赤の他人として聖杯戦争を運営する役割に就く。本戦の選手たちへ支給品の配布を行っている。また、保健医としても活動しているようで毒を受けた主人公の手当てをしたりもする。料理の腕は徐々に上手になっていき、支給品の弁当はどんどんグレードアップしていく。
慎二とは実の兄妹でないところは『Fate/stay night』と同じだが、『Fate/stay night』において実の姉妹であった凛とも本作では赤の他人である。
柳洞 一成（りゅうどう いっせい）
声 - 真殿光昭
主人公の友人としての役割を与えられていたNPC。容姿も性格も『Fate/stay night』と同じ。予選では月海原学園の生徒会長を努めていた。
NPCではあるが、予選が終わった後も主人公のことを友人として扱っている。
間目 智識（まめ ちしき）
図書室を管理しているNPC。
自分の名前を適当な名だと嘆いている。ほかのNPCよりもいくらか饒舌で時には愚痴を言ってきたりもする変わり者。
有稲 幾夜（ありいな いくよ）
アリーナを管理するNPC。普段は図書室にいることが多い。
聖杯戦争参加者によってアリーナが不正に書き換えられることが多いことに憤慨しており、対抗に執念を燃やすが毎回破られる。
蒔寺 楓（まきでら かえで）、氷室 鐘（ひむろ かね）、三枝 由紀香（さえぐさ ゆきか）
予選の時点で月海原学園に在籍していた生徒。三人とも『Fate/stay night』の登場人物。
プロローグで操作する事になる男子生徒の所属する新聞部の部員でもある。楓は上級AI、由紀香はNPCだが、氷室のみノイズへの苦痛や学校の異常を訴えてくる。
ナミ、ユウカ
予選の時点で月海原学園に在籍していた女生徒。漫画版に登場する。
慎二の取り巻き。黒鎧のランサーが暴走した際、傷を負いながらも痛みなどを訴えず、機械のような反応を示す。本選では慎二によってハッキングを受け、彼の手駒として扱われる。

### その他
蒼崎 青子（あおざき あおこ）
教会でサーヴァントに対して魂の改竄（スキル強化）を施す女性。『魔法使いの夜』の主人公であり『月姫』にも登場している。
魔法使いの一人であり、口調は少々軽薄。聖杯戦争とは直接関係のない人物だが、本人称するところの「きな臭い未来」を感じ取りSE.RA.PHに介入、聖杯戦争のマスターたちに協力するというムーンセルとの契約の元にそこに居座っている。マスターたちと同様、聖杯を手にする事でしか脱出は不可能だが、何らかの手段でもって脱出の算段がある事を仄めかしている。本来、「破壊」の才能以外は不得手にしており、以前の大会でマスターが求めるままにサーヴァントの改竄を行った所、「G化」（巨大化）させた挙句に消滅させてしまい、その事でSE.RA.PHから苦情が飛んできた事もある。因みに魔力が枯渇したこの世界でも魔法使いであるため現役とのこと。
蒼崎 橙子（あおざき とうこ）
青子の姉で、妹同様教会に居座っている。『空の境界』『魔法使いの夜』の主要人物。
眼鏡をかけており電気煙草を咥えている。口調は少々ぞんざい。青子とともに教会におり、青子以上のスペックを持つ魔術師であるが、彼女自体は魂の改竄には協力せず、「意識の一部がどこかに引っかかった知り合いの知り合い」を探すという目的の元にSE.RA.PHに居座っている。容姿は『空の境界』講談社ノベルス版の、短髪水色髪ものになっている。彼女も、聖杯を手にしない限り脱出は不可能だが、「死んでもいい自分」を作り上げ、それを使ってSE.RA.PHに侵入してくるため、その体を廃棄することで脱出するらしい。また彼女はアトラス院よりの魔術師のため妹同様現役である。
男子生徒
プロローグで操作することになる人物。黒髪に短髪の姿をしている。偽りの学園生活では新聞部に所属しており、間桐慎二や柳洞一成の友人の役割を与えられていた。偽りの学園生活の真実に気づくが、予選で敗北し死亡。
両儀 式（りょうぎ しき）
声 - 坂本真綾
蒼崎橙子の知り合いの知り合いに該当する人物。なお、名前は作中では登場せず、戦闘シーンでの名前は「MONSTER」として表示される。SE.RA.PH空間に迷い込んでおり、ある者にサーヴァントを百人殺せば帰れると聞き、サーヴァント殺しの都市伝説と化していた。基本的には男言葉で話すが、キャスターとの戦いのみ、女言葉で話す場面がある。
本作のシナリオ担当・奈須きのこの小説『空の境界』の主人公。クリアデータを引き継いだ際に一定の条件下の元のみ登場する、いわゆる隠れボスの立ち位置に存在するキャラクターである。原作での彼女の能力が反映されているため、彼女の特定スキルには回復不可能の行動封印効果が存在し、「殺された」行動は戦闘中いかなる手段を以ってしても復活しない。さらにプレイヤーのATTACK・GUARD・BREAKの3つ全ての行動が殺された時点で「DEATH」効果を持つ「無垢識・空の境界（むくしき・からのきょうかい）」が使用されるため、全手を失った時点で即座にゲームオーバーが確定する。敗北後、またどこかに飛ばされるが主人公達に礼を言い残し、消えていった。
アリシア
声 - 山村響
レオの母親であり、異母兄であるユリウスの義母にあたる女性。
ハーウェイ一族の中で唯一ユリウスに愛情を注いだ人物であり、若きユリウスの唯一の居場所だった。しかしハーウェイという「家」には抗えず、何らかの命令を受けたユリウスの手で殺される。その際に「レオを頼む」とユリウスに言い残したため、ユリウスはレオを守ることには常に必死である。
シアリム・エルトナム・レイアトラシア
アトラス院最後の錬金術師。故人。女性。ラニ=VIIIの製造者。名前のみ語られ、本編には登場しない。
アトラス院の魔術師が次々と命を絶つ中、最後に残った魔術師。最期のホムンクルスとしてラニ=VIIIを製造し、彼女に魔術を指南した。その後、聖杯戦争への参加をラニに指示したのち、病没したらしい。錬金術師としての側面も垣間見えるが、ラニの言動からはラニを一つの人間として完成させようとした情念が見て取れる。設定では夭折した姉の存在が語られている。
ラウレンティス
地上において聖堂教会を事実上指導している枢機卿。
聖堂教会は魔術協会とは違って、その在り方を変容させることで生き残り、また西欧財閥との関係から2030年代に至ってもなお世界への影響力を保持している。ラウレンティスは特にハーウェイ家と懇意で、また名目上のトップである法王の後継者として補佐をしている。権謀術数に長けた人物だがその悪辣さも自覚はあるようで、法王の補佐に従事することには抵抗がある。
桂木 千鍵（かつらぎ ちかぎ）、日比乃 ひびき（ひびの ひびき）、須方 スナオ（すがた スナオ）
声 - 仙台エリ（千鍵）、本多陽子（ひびき）、辻あゆみ（スナオ）
予選の時点で月海原学園に在籍していた生徒。三人とも『まほうつかいの箱』の登場人物。ドラマCD版のみの登場。
スナオのみマスターで、千鍵とひびきはNPC。スナオのサーヴァントは、赤い外套のアーチャーを連想させる。

### 英霊にまつわる人物
アグリッピナ
ネロ（セイバー）の生母。
権力志向が異様に強い女性であり、狡猾ながら確かなその政治的手腕で実子であるネロを皇帝に即位させる。幼いネロの相談役として実質的な指導者として君臨し、元老院とともにネロ親政を阻害する事となった。しかしネロが成人すると疎ましさから命を狙われる事となり、遂にネロ自らの手によって斬られた。幼時よりネロに毒とその解毒薬を盛っており、それによってネロを制御していたため、彼女の死後、ネロは慢性的な頭痛に悩まされる。
セネカ
ネロ（セイバー）の家庭教師。
元老院出身の哲学者であり、一時島流しに遭っていたが、その才を見込んだアグリッピナによって救われネロの家庭教師としてつけられた。体格に優れているが温和で知的な人物であり、ネロの皇帝即位後は彼女の側近として政務にもあたるなど、ネロからの信頼も非常に篤かった。しかしアグリッピナの死後、ネロの治世に陰りがさし始めると自ら引退を申し出る。ネロはそれを断ったが、最後はネロの命によって自殺する事となった。セイバーからはしばしば「友人」として彼の事が語られる。
オクタヴィア
ネロ（セイバー）の先帝にあたるクラウディウスの娘。
養子であったネロの権力安定のため同性にも関わらず、義母・アグリッピナの命でネロと強制的に結婚させられる。アグリッピナの死後、次第に暴君としての自我を表し始めたネロの治世下において自殺。彼女には先帝の実子であり本来皇帝になるべきであった弟ブリタンニクスがいたが、彼もまたネロによって殺害された。
アーサー王
アーサー王伝説で知られる騎士王。
本作で「最も有名な英雄・偉人」として、たびたび引き合いに出される。また白い鎧のセイバーとは同地・同時代の人物で、彼の口からもたまに語られる。詳しくは第五次聖杯戦争のセイバーを参照。

### 「Last Encore」の登場人物
尼里 ミサオ（あまり みさお）
声 - 今村彩夏
約1000年前に開催された予選でシンジと共に行動していた女性。聖杯戦争の参加権利を得て第三階層まで駒を進めている。
ライダー（Rider）
「Last Encore」においてムーンセルの聖杯戦争で尼里ミサオが召喚したライダーのサーヴァント。アニメ本編には登場してはいないが、特典ドラマCD『あまり者の聖杯戦争』において存在が明かされる。一回戦、二回戦と不意打ちで対戦者のサーヴァントを捕食、マスターを氷漬けにして尼里と共に勝ち進んでいった。第一階層で「三つの鎖」を全て解放し、デミ・サーヴァント化した遠坂リンに挑むも敗北した。
真名はヴァナルガンド。北欧神話の神殺しの狼。ヴァナルガンドはフェンリルの別名。サーヴァントを捕食する魂食い（ソウルイーター）。食べる事で自らの血肉とし、霊基が強化されていく。しかし強くなっていく度に制御ができなくなっていき、最終的には自らのマスターを捕食する。そのため勝つためには強化をしたいが、強化をしすぎるとマスターも死のカウントダウンが近づいていくという災難に見舞われる。普段は「三つの鎖」によって制御されているが、この「三つの鎖」がなくなった時マスターは捕食される。鎖を解放して霊基が強化されるとマスターにも負荷がかかるようで、令呪が痺れている描写がある。相手マスターを氷漬けにしていることから氷結系の攻撃も可能な模様。リン曰く、二つの鎖が外れている状態なら同じ魂食い（ソウルイーター）として怪物と化したありすを倒せるとのこと。

## インターネットラジオ
タイトルは『Fate/EXTRA 月海原学園放送部』。2013年7月22日より、アニメイトTVで配信されているTYPE-MOON公式ウェブラジオ「ひびちからじお!」内のミニラジオとして配信開始（「ひびちからじお!」79杯目）。配信は第6回まで月に1度の配信だったが、第7回からは前後編形式で毎回挿入されるようになった。「ひびちからじお!」終了後は、毎月第四月曜日更新の独立したインターネットラジオとしての配信となる。
パーソナリティは丹下桜（セイバー 役）と阿部敦（岸波白野 役）。ラジオネームは「マスターネーム」と呼ばれる。OPドラマ内でのこの配信の扱いは喫茶店・アーネンエルベ内で放送されているラジオ番組、という設定。
2014年12月19日配信分（第18回）にて終了。2015年1月28日には、全配信を収録した『Fate/EXTRA 月海原学園放送部 DJCD』がHOBiRECORDSから発売。

### コーナー
OPドラマ
キャラクター同士によるミニドラマ。
ふつおた
私の真名は何でしょう？
リスナーから自分の本名（本名以外の名称でも可）と、その名前を推測するヒント（名前の由来など）を募集し、パーソナリティがその名前を推理するコーナー。さらにパーソナリティはそれを踏まえ、それぞれ新しい名前を考え、その名前同士を姓名判断で占い、よりどちらが優れた名前かを競い合う。
お聞き下さい！皇帝陛下
リスナーからの悩みを募集し、パーソナリティがその解決方法を提示する。
ムーンでオートかもしれない
作品にちなんだ大喜利を募集し、パーソナリティが解く。
マイルームへようこそ
ゲストが来た際に配信されるコーナー。

### 配信日程
| 配信回 | 配信日                                        | 本編回          | ゲスト              |
| ------ | --------------------------------------------- | --------------- | ------------------- |
| 第1回  | 2013年07月22日                                | 79杯目          |                     |
| 第2回  | 2013年08月19日                                | 81杯目          | 下屋則子            |
| 第3回  | 2013年09月16日                                | 83杯目          | 真田アサミ          |
| 第4回  | 2013年10月28日                                | 86杯目          | 関智一              |
| 第5回  | 2013年11月25日                                | 88杯目          | 大久保瑠美          |
| 第6回  | 2013年12月23日                                | 90杯目          | 仙台エリ / 本多陽子 |
| 第7回  | 2014年01月27日（前編） 2014年02月03日（後編） | 単体配信 93杯目 | 羽多野渉            |
| 第8回  | 2014年02月17日（前編） 2014年03月03日（後編） | 94杯目 95杯目   | 門脇舞以            |
| 第9回  | 2014年03月31日（前編） 2014年04月14日（後編） | 97杯目 98杯目   | 小倉唯              |
| 第10回 | 2014年04月28日                                | 99杯目          | 諏訪部順一          |
| 第11回 | 2014年05月26日                                | 単体配信        | 伊藤健太郎          |
| 第12回 | 2014年06月30日                                | 単体配信        | 安井邦彦            |
| 第13回 | 2014年07月28日                                | 単体配信        | 朴璐美              |
| 第14回 | 2014年08月25日                                | 単体配信        | 植田佳奈            |
| 第15回 | 2014年09月29日                                | 単体配信        | 水島大宙            |
| 第16回 | 2014年10月27日                                | 単体配信        | 中田譲治            |
| 第17回 | 2014年11月24日                                | 単体配信        | 川澄綾子            |
| 第18回 | 2014年12月29日                                | 単体配信        |                     |

### ゲスト
- 第2回 - 下屋則子（間桐桜, BB 役）
- 第3回 - 真田アサミ（ラニ=Ⅷ 役）
- 第4回 - 関智一（ギルガメッシュ 役）
- 第5回 - 大久保瑠美（エリザベート・バートリー 役）
- 第6回 - 仙台エリ（桂木千鍵 役） / 本多陽子（日比乃ひびき 役）
- 第7回 - 羽多野渉（ユリウス・ベルキスク・ハーウェイ 役）
- 第8回 - 門脇舞以（イリヤスフィール・フォン・アインツベルン[注 20] 役 / 「Fate/EXTRA CCC ルナティックステーション2013」作詞）
- 第9回 - 小倉唯（パッションリップ 役）
- 第10回 - 諏訪部順一（アーチャー 役）
- 第11回 - 伊藤健太郎（臥藤門司 役）
- 第12回 - 安井邦彦（アサシン 役）
- 第13回 - 朴璐美（レオナルド・ビスタリオ・ハーウェイ 役）
- 第14回 - 植田佳奈（遠坂凛 役）
- 第15回 - 水島大宙（ガウェイン 役）
- 第16回 - 中田譲治（言峰綺礼 役）
- 第17回 - 川澄綾子（セイバー[注 20] 役）
- DJCD特別編 - 斎藤千和（キャスター 役）

## 反響
本作は『Fate/stay night』の設定から大幅に変更が施されていたことから、発売前はインターネット上において賛否両論が寄せられていた。
新納は4Gamer.netの丹治正行とのインタビューの中で、本作の人気は発売から10年後の2020年の時点でも衰えることがないと話している。
インタビューアーの丹治は、TYPE-MOONが『Fate/stay night』の流れをくまない作品を作ることを許したことにも大きな意味があり、その後のシリーズ展開にもつながったのではないかと話している。

### 評価
4Gamer.netの小倉正也は、開発陣の『Fate/stay night』に対する思い入れの強さもあり、同作からの換骨奪胎が上手くいったと評価した。小倉は難易度について、新納が過去に手掛けた『世界樹の迷宮』のように難しいとしつつも、途中で投げ出したくなるような難しさではないとしている。
小倉はキャラクターについても言及しており、セイバーについてはペットと共に散歩する感覚に近い愛着を覚えたと述べ、アーチャーについては『Fate/stay night』に関連する要素が多かったと述べている。

## テレビアニメ「Fate/EXTRA Last Encore」
『Fate/EXTRA Last Encore』（フェイト エクストラ ラストアンコール）のタイトルで、TOKYO MXほかにて放送。第1話から第10話は『オブリトゥス地動説』として2018年1月から4月にかけて放送され、同年7月に11話から13話までが『イルステリアス天動説』としてスペシャル放送された。アニメーション制作は『Fate/EXTRA CCC』のオープニングアニメーションを手掛けたシャフトが担当。
本作は原作者の奈須きのこ自身が『「ゲームのアニメ化」ではなく「アニメの為に作ったシナリオ」』と語るように、原作の設定をベースにしつつも、アニメ版独自の設定・シナリオで物語が展開される。アニメオリジナルのシナリオとなった要因として奈須は、アニメスタッフより「やりたい事をやってもいい」と言われたことを挙げている。また、奈須は以前から「『Fate/EXTRA』をアニメ化するのであればゲームと同じ骨格を使いながらも、まったく別の肉付けにしなければゲームの劣化版になるだけではないか」と考えており、原作を再構成することで、原作の価値を守りつつアニメだけの価値を生み出すことに挑戦したいと考えていた。さらに、この先も続くであろう『Fateシリーズ』において、奈須自身が考える「聖杯戦争の終わり」を今のタイミングで書いておきたいと考え、原作から設定・展開を大きく変更したアニメ版オリジナルのシナリオを制作した。
シリーズ構成は原作のシナリオも務めた奈須きのこが担当。脚本は小説『Fate/Prototype 蒼銀のフラグメンツ』の執筆やアプリゲーム『Fate/Grand Order』で奈須とともにシナリオを担当している桜井光が奈須と共同で脚本を執筆。本格的なアニメ脚本の経験に乏しくシリーズ構成に関しては本作が初となる奈須は、はじめに『Last Encore』の原作となる本を執筆した後、アニメ脚本の経験のある桜井に脚本への落とし込みや修正を手伝ってもらう形で脚本を制作している。奈須が執筆した原案小説は後に『Fate/EXTRA Last Encore 原案シナリオ集「Last Encore Your Score」』として販売された。
2016年12月にPV第1弾が公開され2017年冬に放送予定とされていたが、その後、放送時期が延期され2018年1月28日に放送が開始。同年3月の第10話放送後、第11話以降を『イルステリアス天動説』として同年7月末に放送することを発表。同時にBD&DVD第1巻の発売日を同年5月から同年8月に変更し、第2巻以降の発売日も変更された。

### スタッフ（アニメ）
- 原作 - 奈須きのこ・TYPE-MOON / Marvelous
- シリーズ構成 - 奈須きのこ
- 脚本 - 奈須きのこ、桜井光
- キャラクター原案 - ワダアルコ
- 総監督 - 新房昭之[21]
- シリーズディレクター - 宮本幸裕
- キャラクターデザイン・総作画監督 - 滝山真哲、山村洋貴
- アクションディレクター - 三輪和宏
- 美術監督 - 望月卓磨
- 美術設定 - 大原盛仁（第1、4、5、8話 - 10話）
- デザイン設定 - 黒沢守（第一階層）、フリューキシーラ（SE.RA.PH文字、第二階層、第七階層）、劇団イヌカレー（第三階層）、I-IV（天輪聖王、第五階層）、okama（辺獄の薔薇園、第六階層）
- 色彩設計 - 日比野仁
- CG監督 - 高野慎也
- 撮影監督 - 会津孝幸
- 編集 - 松原理恵
- 音響監督 - 鶴岡陽太
- 音響制作 - 楽音舎
- 音楽 - 神前暁
- 音楽プロデューサー - 山内真治
- プロデューサー - 黒﨑静佳、松本慶明
- 制作プロデューサー - 網谷一将
- アニメーション制作 - シャフト
- 製作 - アニプレックス、マーベラス、ノーツ、シャフト

### 主題歌（アニメ）
「Bright Burning Shout」
西川貴教によるオープニングテーマ。作詞は田淵智也、作曲・編曲は神前暁。
「月と花束」
さユりによるエンディングテーマ。作詞・作曲はさユり、編曲は江口亮。

### 各話リスト
| 話数                 | サブタイトル                                            | 絵コンテ           | 演出                                | 作画監督                                                                                      |                    |                    |                    |                    |                    |                    |                    |                    |                    |                    |                    |                    |                    |                    |                    |                    |                    |                    |                    |                    |
| オブリトゥス地動説   | オブリトゥス地動説                                      | オブリトゥス地動説 | オブリトゥス地動説                  | オブリトゥス地動説                                                                            | オブリトゥス地動説 | オブリトゥス地動説 | オブリトゥス地動説 | オブリトゥス地動説 | オブリトゥス地動説 | オブリトゥス地動説 | オブリトゥス地動説 | オブリトゥス地動説 | オブリトゥス地動説 | オブリトゥス地動説 | オブリトゥス地動説 | オブリトゥス地動説 | オブリトゥス地動説 | オブリトゥス地動説 | オブリトゥス地動説 | オブリトゥス地動説 | オブリトゥス地動説 | オブリトゥス地動説 | オブリトゥス地動説 | オブリトゥス地動説 |
| -------------------- | ------------------------------------------------------- | ------------------ | ----------------------------------- | --------------------------------------------------------------------------------------------- | ------------------ | ------------------ | ------------------ | ------------------ | ------------------ | ------------------ | ------------------ | ------------------ | ------------------ | ------------------ | ------------------ | ------------------ | ------------------ | ------------------ | ------------------ | ------------------ | ------------------ | ------------------ | ------------------ | ------------------ |
| 01                   | 今は旧き辺獄の底 -プレテリトゥス・リンブス・ヴォラーゴ- | 宮本幸裕 三輪和宏  | 宮本幸裕                            | 高野晃久、松浦力、出野喜則 前田義宏、村山公輔、保村成 武藤信宏 (BD Ver.)                      |                    |                    |                    |                    |                    |                    |                    |                    |                    |                    |                    |                    |                    |                    |                    |                    |                    |                    |                    |                    |
| 02                   | 死相 -デッドフェイス-                                   | 黒沢守             | 南川達馬                            | 大梶博之、佐藤浩一、浜友里恵 保村成、馬場一樹 岩本里奈 (BD Ver.)                              |                    |                    |                    |                    |                    |                    |                    |                    |                    |                    |                    |                    |                    |                    |                    |                    |                    |                    |                    |                    |
| 03                   | 黄金鹿と嵐の夜 -ゴールデン・ワイルドハント-             | 黒沢守             | 浅見隆司                            | 伊藤良明、高野晃久、村山公輔 松浦力、大高美奈、浜友里恵 保村成、前田義宏、岩本里奈            |                    |                    |                    |                    |                    |                    |                    |                    |                    |                    |                    |                    |                    |                    |                    |                    |                    |                    |                    |                    |
| 04                   | 顔の無い王 -ノーフェイス・メイキング-                   | 川畑喬             | 宮本幸裕 下司泰弘 (TV Ver.)         | 伊藤良明、大高美奈、松浦力 村山公輔、馬場一樹、山田俊太郎                                     |                    |                    |                    |                    |                    |                    |                    |                    |                    |                    |                    |                    |                    |                    |                    |                    |                    |                    |                    |                    |
| 05                   | 祈りの弓 -イー・バウ-                                   | 川畑喬             | 古賀一臣                            | 岩本里奈、保村成、浜友里恵 鈴木勘太、前田義宏                                                 |                    |                    |                    |                    |                    |                    |                    |                    |                    |                    |                    |                    |                    |                    |                    |                    |                    |                    |                    |                    |
| 06                   | 永久機関・少女帝国 -クイーンズ・グラスゲーム-           | 佐伯昭志           | 吉澤翠                              | 大梶博之、大高美奈、武藤信宏 寿夢龍、今田茜、工藤ゆき 本多弘幸、栗西祐輔、渡辺舞 森悦史       |                    |                    |                    |                    |                    |                    |                    |                    |                    |                    |                    |                    |                    |                    |                    |                    |                    |                    |                    |                    |
| 07                   | 誰かの為の物語 -ナーサリー・ライム-                     | 佐伯昭志           | 児谷直樹                            | 高野晃久、松浦力、村山公輔 伊藤良明、オシロイハナ、岩本里奈                                   |                    |                    |                    |                    |                    |                    |                    |                    |                    |                    |                    |                    |                    |                    |                    |                    |                    |                    |                    |                    |
| 08                   | 无二打 -デッド・エンド-                                 | 黒沢守             | 浅見隆司                            | 岩本里奈、大高美奈、武藤信宏 保村成、大梶博之、浜友里恵                                       |                    |                    |                    |                    |                    |                    |                    |                    |                    |                    |                    |                    |                    |                    |                    |                    |                    |                    |                    |                    |
| 09                   | 招き蕩う黄金劇場 -アエストゥス・ドムス・アウレア-       | 大石美絵           | 南川達馬                            | 伊藤良明、高野晃久、松浦力 村山公輔、浜友里恵、前田義宏 沼田誠也、岩本里奈                    |                    |                    |                    |                    |                    |                    |                    |                    |                    |                    |                    |                    |                    |                    |                    |                    |                    |                    |                    |                    |
| 10                   | 無限の残骸 -アンリミテッド/レイズ・デッド-              | 鈴木利正           | 宮本幸裕                            | 秋葉徹、大高美奈、宮嶋仁志                                                                    |                    |                    |                    |                    |                    |                    |                    |                    |                    |                    |                    |                    |                    |                    |                    |                    |                    |                    |                    |                    |
| イルステリアス天動説 |                                                         |                    |                                     |                                                                                               |                    |                    |                    |                    |                    |                    |                    |                    |                    |                    |                    |                    |                    |                    |                    |                    |                    |                    |                    |                    |
| 11                   | 転輪する勝利の剣 -エクスカリバー・ガラティーン-         | 川畑喬             | 古賀一臣                            | 松浦力、村山公輔、伊藤良明 高野晃久、保村成、清水慶太                                         |                    |                    |                    |                    |                    |                    |                    |                    |                    |                    |                    |                    |                    |                    |                    |                    |                    |                    |                    |                    |
| 12                   | 天輪聖王 -チャクラ・ヴァルティン-                       | 川畑喬             | 宮本幸裕                            | 岩本里奈、浜友里恵、大高美奈 保村成                                                           |                    |                    |                    |                    |                    |                    |                    |                    |                    |                    |                    |                    |                    |                    |                    |                    |                    |                    |                    |                    |
| 13                   | 喝采の薔薇 -オリンピア・プラウデーレ-                   | 黒沢守             | 宮本幸裕 岡田堅二朗 児谷直樹 黒沢守 | 松浦力、高野晃久、村山公輔 伊藤良明、杉山延寛、潮月一也 浅井昭人、野道佳代、清水勝祐 浜友里恵 |                    |                    |                    |                    |                    |                    |                    |                    |                    |                    |                    |                    |                    |                    |                    |                    |                    |                    |                    |                    |

### 放送局・配信
| 放送期間               | 放送時間                     | 放送局       | 対象地域   | 備考                  |
| ---------------------- | ---------------------------- | ------------ | ---------- | --------------------- |
| 2018年1月28日 - 4月1日 | 日曜 0:00 - 0:30（土曜深夜） | TOKYO MX     | 東京都     |                       |
|                        |                              | とちぎテレビ | 栃木県     |                       |
|                        |                              | 群馬テレビ   | 群馬県     |                       |
|                        |                              | BS11         | 日本全域   | BS放送 / 『ANIME+』枠 |
| 2018年1月31日 - 4月4日 | 水曜 3:30 - 4:00（火曜深夜） | 毎日放送     | 近畿広域圏 | 『アニメ特区』第3部   |

| 放送期間               | 放送時間                     | 放送局       | 対象地域   | 備考                  |
| ---------------------- | ---------------------------- | ------------ | ---------- | --------------------- |
| 2018年7月29日          | 日曜 19:00 - 21:00           | TOKYO MX     | 東京都     |                       |
|                        |                              | とちぎテレビ | 栃木県     |                       |
|                        |                              | 群馬テレビ   | 群馬県     |                       |
|                        |                              | BS11         | 日本全域   | BS放送 / 『ANIME+』枠 |
| 2018年7月30日 - 8月6日 | 月曜 2:25 - 3:25（日曜深夜） | 毎日放送     | 近畿広域圏 |                       |

インターネットを利用した動画配信サービスは、2018年1月31日よりNetflixにて配信が開始（毎週水曜に最新話を随時公開）。
以降、約4年ほどNetflixの独占配信が続いたが、2022年2月18日よりdアニメストア・Gyao!ストアなど日本の主要な動画サービスでも有料配信が解禁された。(一部サービスでは全話いわゆる「月極め定額見放題(サブスクリプション)」に対応)

### BD / DVD
| 巻 | 発売日         | 収録話          | 規格品番      | 規格品番      |
| 巻 | 発売日         | 収録話          | BD限定版      | DVD限定版     |
| -- | -------------- | --------------- | ------------- | ------------- |
| 1  | 2018年8月1日   | 第1話 - 第3話   | ANZX-14261/2  | ANZB-14261/2  |
| 2  | 2018年9月12日  | 第4話 - 第5話   | ANZX-14263/4  | ANZB-14263/4  |
| 3  | 2018年10月3日  | 第6話 - 第7話   | ANZX-14265/6  | ANZB-14265/6  |
| 4  | 2018年11月7日  | 第8話 - 第10話  | ANZX-14267/8  | ANZB-14267/8  |
| 5  | 2018年12月12日 | 第11話 - 第12話 | ANZX-14269/70 | ANZB-14269/70 |
| 6  | 2019年1月9日   | 第13話          | ANZX-14271/2  | ANZB-14271/2  |

### インターネットラジオ（アニメ）
『Fate/EXTRA Last Encore WEB ラジオ』が2018年6月29日から7月13日まで配信。パーソナリティは岸波ハクノ役の阿部敦。

### 評価（アニメ）
4Gamer.netのmaruは、『Last Encore』の内容についてゲームとは別物だという見解を示し、何度も見ることで違った面白さを味わえる様をスルメにたとえている。

## 関連商品

### 書籍
Fate/EXTRA パーフェクトガイド (ISBN 978-4-04-726794-7)
本作の攻略本。エンターブレインより2010年9月13日発売。
Fate/EXTRA ビジュアルファンブック (ISBN 978-4-04-854608-9)
角川書店より2011年2月25日発売。
Fate/EXTRA material
本シリーズの設定資料集。TYPE-MOONより2013年8月16日発売。初回版には、ワダアルコの画集「Fate/EXTRA material WADARCO Illustrations」が付属。
Fate/EXTRA MOON LOGTYPEWRITER
本作のシナリオ全集。全2巻。TYPE-MOONより2015年12月29日発売。
Fate/EXTRA Last Encore 原案シナリオ集「Last Encore Your Score」
テレビアニメの原案シナリオ集。TYPE-MOONより2018年8月12日発売。

### コミカライズ
Fate/EXTRA
『コンプティーク』で2011年5月号から2014年12月号まで連載。作画はろび〜な。単行本はカドカワコミックス・エース（角川書店 / KADOKAWA）から発売され、全6巻。
シナリオは原作ゲームを踏襲しながら、細部をオリジナル展開で補完している。主人公は男性で、サーヴァントはセイバー。なお外伝の「extra episode」では主人公は女性、サーヴァントは三騎とも登場する。
1. ISBN 978-4-04-715776-7（2011年9月26日発売）
2. ISBN 978-4-04-120175-6（2012年3月22日発売）
3. ISBN 978-4-04-120488-7（2012年12月10日発売）
4. ISBN 978-4-04-120828-1（2013年9月25日発売）
5. ISBN 978-4-04-121054-3（2014年3月26日発売）
6. ISBN 978-4-04-102017-3（2014年12月10日発売）

### ドラマDVD
Fate/EXTRA劇場
TYPE-MOONエース Vol.6 付録。
間桐桜をメインキャラクターにした「おしえて!! ブロッサム先生」を収録。この「ブロッサム先生」はドラマCD「Sound Drama Fate/EXTRA」シリーズの購入特典としてシリーズ化されている。

### ドラマCD
Sound Drama Fate/EXTRA
監督 - 高宮宏臣 / 脚本 - 九条ケント / 音楽 - SIDE CONNECTION / 販売 - HOBiRECORDS
全4巻。「EXTRA」本編を描いているが、ところどころはオリジナルの描写を入れている。主人公は男性、サーヴァントはセイバー。
公式サイトでは購入者特典として、本編解説ラジオドラマ『帰ってきた!ブロッサム先生!』が各巻ごとに配信されている。こちらは主人公が選択できる三サーヴァントに加え、間桐桜（ブロッサム先生）がメインキャラクターとして登場する。
1. 第一章「月の聖杯戦争」 CD4枚組 2013年1月25日発売
2. 第二章「強きもの弱きもの」 CD4枚組 2013年6月28日発売
3. 第三章「セイジャノシカク」 CD4枚組 2014年3月28日発売
4. 第四章「熾天は天降りて」 CD5枚組 2016年10月28日発売

## 他媒体展開

### 他ゲーム作品
Fate/EXTRA CCC
2013年3月28日発売。本作の続編。
Fate/hollow ataraxia（PS Vita版）
2014年11月27日発売。ミニゲーム「カプセルさーばんと」にて、プレイヤーキャラクターとして本作の女主人公（ハクノ）が登場。本作のサーヴァントも一部登場する。女主人公は当時声優の設定がなかったため、奈須きのこの指名で川澄綾子がブレス（息遣い）のみ担当している。
Fate/Grand Order
2015年8月12日リリース、iOS・Android用アプリゲーム。
「Fateシリーズ」の歴代キャラクターが多数登場するクロスオーバー作品で、本作からもキャラクターが登場。
また、ドラマCD「The Blue Bird」には臥藤門司がゲスト出演している。
Fate/EXTELLA
2016年11月10日発売。「EXTRA」「EXTRA CCC」の続編にあたるアクションゲーム。
Fate/EXTELLA LINK
2018年6月7日発売。「EXTELLA」の続編。

### その他メディア
カーニバル・ファンタズム
2011年8月14日からリリースされているOVA作品。TYPE-MOONのキャラクターたちが集まるクロスオーバー作品。
本作からは赤セイバーが出演。
コハエース
2011年から連載されている漫画作品。TYPE-MOONの様々なキャラクターたちが登場し、本作のキャラクターたちも登場。

### 他作品とのコラボレーション
シュヴァリエサーガ タクティクス
2012年4月5日より「EXTRA」とタイアップ企画が開始。イベントとしてサーヴァンが登場する。
ぷちっと★ロックシューター
2012年4月25日より「EXTRA」のキャラクターの衣装が入手できるレアガチャが登場。
艦隊これくしょん -艦これ-
2014年4月1日にエイプリルフールイベントとして、ニコニコ生放送にて赤セイバーとキャス狐による『艦これ』の実況プレイ配信（「このキャラクターが生で実況している」という設定で作られた動画）が行われた。
メガミエンゲイジ！
2016年3月2日より「EXTRA」とのコラボガチャが開催。また、「ハンゲーム」サーバーの当ゲームでは2016年3月16日より、イベントアリーナの黄金劇場編VOL.1、黄金劇場編VOL.2のどちらかにて初級を5回撃破することでハンゲームでコラボアバターが入手できた。
サウザンドメモリーズ
2016年7月27日より「EXTRA」とのコラボが開催。ゲーム内にキャラクターが登場し、限定の決戦イベントのクリア報酬としてコラボレーション武具が登場した。
ChaosTCG
2018年9月28日発売のトレーディングカードゲーム「ChaosTCG」にアニメ「EXTRA Last Encore」がOS：Fateに収録されている。